# Patrick Tambay
Vous lisez un « bon article » labellisé en 2015.
Patrick Tambay , né le 25 juin 1949 dans le 14e arrondissement de Paris et mort le 4 décembre 2022 à Nice, est un pilote automobile français de Formule 1. Au cours de sa carrière, de 1977 à 1986, il a participé à 114 Grands Prix et remporté 2 victoires.
Après une carrière junior en ski, Patrick Tambay fait ses débuts en sport automobile en 1972, marqués par sa victoire au Volant Elf. Il continue son ascension en monoplace, en étant sacré vice-champion de Formule Renault en 1973, ce qui lui permet d'intégrer la Formule 2, l'antichambre de la Formule 1. Vice-champion en 1975 et favori pour la saison suivante, il termine troisième en 1976, ce qui lui bouche un avenir direct en Formule 1.
Tambay s'exile donc aux États-Unis en 1977 pour disputer la CanAm qu'il domine largement, remportant ainsi le championnat. Recruté par Theodore en Formule 1, il marque ses premiers points dans les dernières courses de la saison 1977. Impressionnée, la prestigieuse équipe McLaren le recrute. Toutefois, le niveau de l'équipe britannique décline et Tambay n'inscrit que quelques points en 1978 et aucun l'année suivante.
Sans volant pour la saison suivante, il réintègre la CanAm en 1980 et s'impose, ce qui lui permet de regagner de l'estime au sein du monde de la Formule 1. En 1981, il retrouve Theodore, marque un point avant de rejoindre Ligier mais abandonne à chaque course. À nouveau sans volant, il revient en CanAm mais ne participe qu'à une course ; il rejoint la Scuderia Ferrari pour remplacer Gilles Villeneuve, mort quelques semaines auparavant.
Son talent explose lors de ses huit dernières courses de la saison 1982 : Tambay obtient ses premiers podiums et remporte son premier Grand Prix. Prolongé chez Ferrari pour la saison 1983, il remporte son second Grand Prix et réalise quatre autres podiums, ce qui lui permet de terminer quatrième du championnat. Il passe chez Renault en 1984 et récolte trois podiums en deux saisons, sans pour autant renouer avec la victoire. Il rejoint ensuite Haas Lola, sans grand succès et arrête sa carrière en Formule 1, à l’âge de 37 ans.
Il participe à plusieurs reprises aux 24 Heures du Mans et au Rallye Dakar, avant de devenir commentateur des Grands Prix de Formule 1, notamment pour RMC à partir de 2003. Patrick Tambay est le père d'Adrien Tambay, pilote automobile en DTM depuis 2012 et le parrain de Jacques Villeneuve, champion du monde de Formule 1 en 1997.

## Biographie

### Enfance, carrière en ski et début en sport automobile (1949-1972)
Daniel Patrick Tambay naît le 25 juin 1949 dans le 14e arrondissement de Paris au sein d’une famille aisée. À l'âge de 10 ans, le jeune Patrick Tambay pratique le ski alpin et intègre l'équipe de France espoirs durant son adolescence,. Sacré champion de France junior de descente et vice-champion en slalom en 1968,, l'espoir français reste assez peu populaire, en raison de son milieu d'origine aisé. Il se rapproche des États-Unis, devenant l'ami de plusieurs skieurs américains, tels que Mike Lafferty, et entame même une relation amoureuse avec Kiki Cutter. Lors des Jeux olympiques de 1968, malade, il est accusé par les médias américains, d'avoir transmis la rubéole à Cutter et, par extension, à toute l'équipe féminine américaine. Toujours en lien avec l'équipe de France et attaché aux États-Unis malgré leurs accusations, il déménage au Colorado en 1970 et intègre l'université de Boulder, ville dans laquelle il emménage. En parallèle, l'été, Tambay pratique le ski nautique, où il est sacré champion de Méditerranée.
C'est cette même année que Patrick Tambay découvre le monde du sport automobile, en assistant à l’inauguration du circuit Paul-Ricard, dans le Var, le 19 avril. Pendant les vacances en 1972, le skieur retourne en France, pour essayer les monoplaces, toujours au circuit Paul-Ricard, dans le cadre du Volant Elf. Devant retourner à l'université, Patrick reçoit chez lui, des lettres de l'école de sport automobile, convaincue de son talent, ce qui le convainc de ne pas assister à ses cours pour rentrer en France et participer à la finale du Volant Elf qu'il remporte. Après ce succès inattendu, Tambay se convainc de quitter définitivement les États-Unis pour s'installer à nouveau en France, avec l’objectif de pratiquer le sport automobile.

### Ascension en formules de promotion (1973-1976)
La victoire au Volant Elf offre à Patrick Tambay le financement nécessaire pour disputer, en 1973, le Challenge européen de Formule Renault. Au terme d'une saison très serrée, le Français est sacré vice-champion, avec autant de points que son compatriote René Arnoux, champion, mais une victoire de moins que son rival (6 contre 7). La même année, Tambay finit 20e du Rallye Monte-Carlo avec Gérard Marion sur Renault 12 Gordini, alors qu'il n'a absolument aucune expérience des rallyes automobiles. Entre problèmes mécaniques, blizzard et nuit, Tambay, étonné par ses bons résultats malgré son inexpérience, se déclare « très, très chanceux d'avoir terminé » un rallye qu'il considère comme « magnifique ».

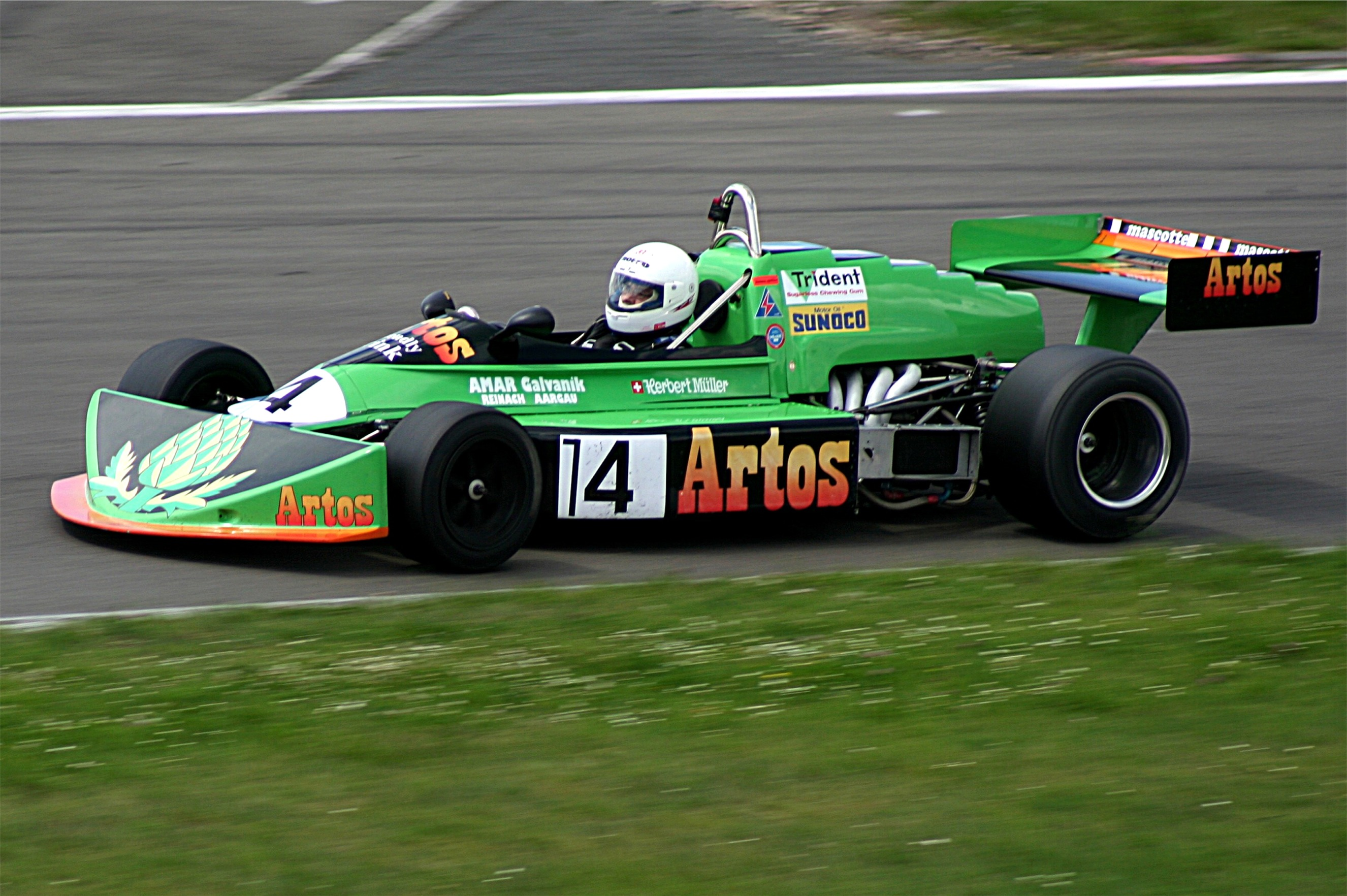
Patrick Tambay décroche son titre de vice-champion d'Europe de Formule 2 en 1975, au volant d'une March 752, ici vue en 2007.

L'année suivante, en 1974, soutenu par Elf, Tambay accède au championnat d'Europe de Formule 2 ; en pleine saison d'apprentissage, le jeune pilote français termine septième du championnat, assez loin des premiers. L'année suivante, au volant d'une March-BMW, Tambay est attendu comme l'une des possibles surprises de la saison. Leader de la première course de la saison, le Français doit abandonner après un accident, dû à un problème de freins. Très régulièrement aux avant-postes tout au long de la saison quand les problèmes mécaniques l'épargnent, Patrick Tambay réalise plusieurs podiums dont une victoire au circuit de Nogaro, qui lui permettent d'être sacré vice-champion, à toutefois une bonne distance de Jacques Laffite, champion. De retour avec Elf, au volant d'une voiture de Martini, équipée d'un nouveau moteur V6 Renault, Patrick Tambay, vice-champion en titre, est considéré comme l'un des grands favoris pour le titre. En tête du championnat après deux courses, Tambay est victime de nombreux abandons et se retrouve distancé par Jean-Pierre Jabouille et René Arnoux, malgré une victoire au circuit de Nogaro, qui le fait terminer à la troisième place finale. La même année, l'espoir du sport automobile français participe pour la première fois de sa carrière aux 24 Heures du Mans sur une Renault Alpine A442, grâce au soutien d'Elf et de Renault Sport, mais doit abandonner à mi-course à cause d'un problème moteur,.

### Titre en CanAm et débuts en Formule 1 (1977)

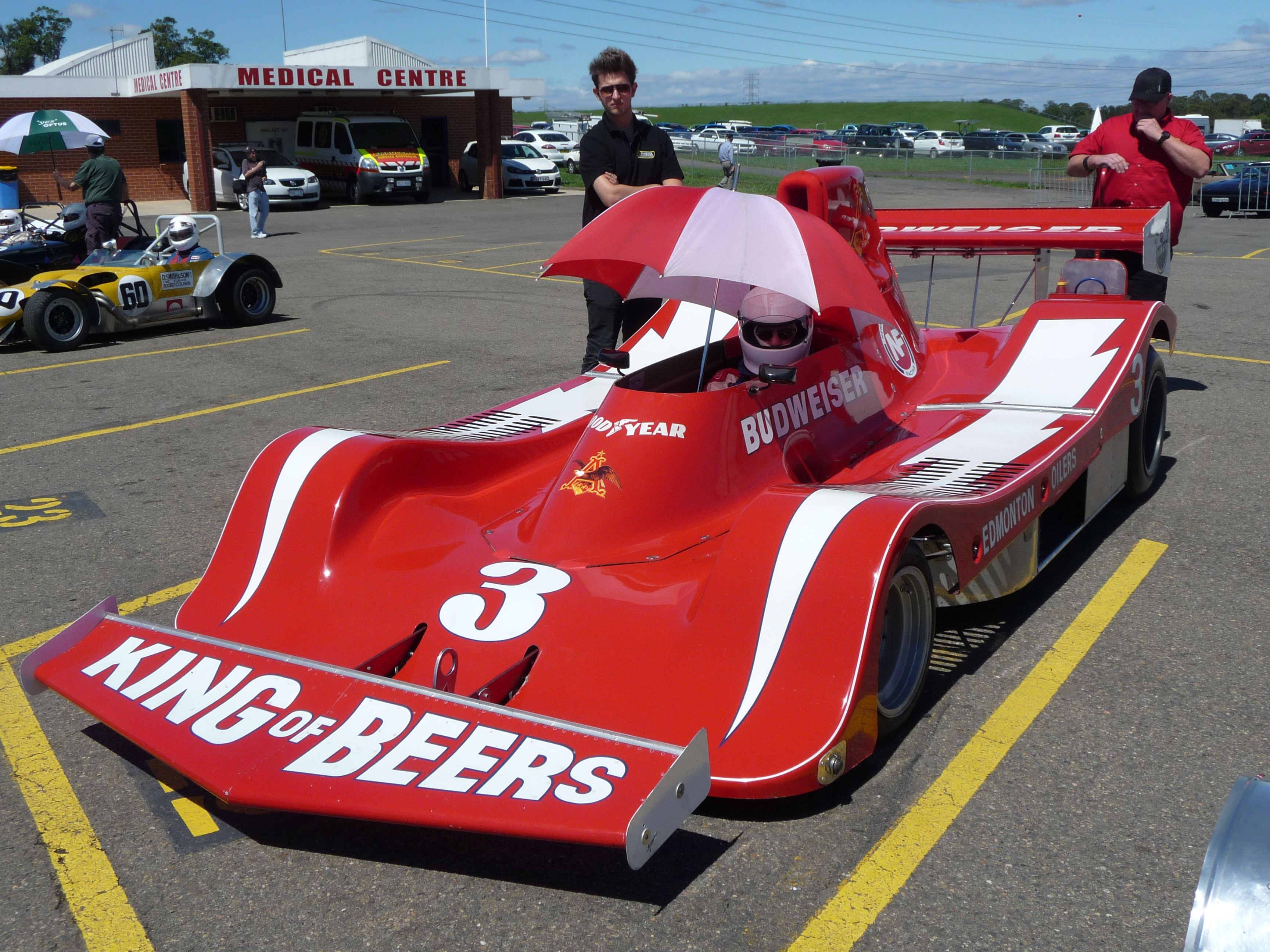
Patrick Tambay pilote une Lola T333CS pour gagner son premier titre en CanAm (ici, une version de 1979).

Son horizon étant bouché en Europe, Tambay s'exile en Amérique du Nord, après avoir reçu un appel téléphonique de Carl Haas pour participer au challenge CanAm, championnat nord-américain de sport-prototypes, au volant d'une Lola T333-CS, l'une des références, préparée par Jim Hall. Il est chargé de remplacer Brian Redman, blessé lors des essais de la première course. Patrick Tambay impressionne son écurie et les observateurs, en étant sacré avec six victoires en huit participations, dont les cinq dernières de la saison. Tout comme l'année précédente, Tambay participe aux 24 Heures du Mans sous les couleurs de Renault-Alpine, ce qui lui permet d'évoluer aux avant-postes, avant d'abandonner sur un problème moteur après 13 heures de course,.
Ces performances permettent à Tambay de faire ses débuts en championnat du monde de Formule 1 au cours de la saison 1977. À bord d'une monture assez modeste, le Français parvient néanmoins à réaliser quelques performances. Lors du Grand Prix de France sur une Surtees, il rate la qualification pour la course et ne participe pas au Grand Prix. Lors de la course suivante, Tambay rejoint Theodore Racing, en apportant 80 000 dollars, venant de ses succès en CanAm. L'espoir français réussit à se qualifier pour son tout premier Grand Prix à la seizième place, mais doit abandonner dès le troisième tour, à la suite d'un problème électrique. En Allemagne, le pilote Theodore confirme les espoirs placés en lui : parti à une surprenante onzième place, il profite des multiples abandons (seules huit voitures terminent l'épreuve) pour terminer sixième et prendre son premier point en Formule 1,. La très belle course de Tambay le propulse au rang de candidat pour un volant de pilote titulaire chez la Scuderia Ferrari pour la saison suivante. En Autriche, partant d'une prometteuse septième place, le débutant français doit abandonner à treize tours de l'arrivée à cause d'un problème moteur.
Au Grand Prix des Pays-Bas, Tambay, parti douzième, à l'aide de quelques dépassements et de nombreux abandons, se trouve en course pour obtenir son premier podium, mais à deux tours de la fin de l'épreuve, alors troisième, il est victime d'une panne d'essence et doit abandonner pour tout de même terminer cinquième, dans les points. Peu après, au début de septembre 1977, McLaren décide de recruter Tambay, considéré comme l'une des étoiles montantes de la Formule 1. Après un abandon en Italie (où il est à l'origine d'un grave accident lors des essais) et une non-qualification aux États-Unis Est, Patrick Tambay retrouve le chemin des points au Canada, en terminant cinquième de la course, après une lointaine seizième place en qualifications. Le dernier Grand Prix au Japon se termine prématurément pour Tambay qui abandonne après un problème moteur, survenu en début de course.
Tambay, avec seulement neuf engagements sur les dix-sept courses de sa première saison dans la discipline, termine 18e du championnat avec cinq points.

### Les années noires (1978-1979)
Considéré comme un espoir de la Formule 1, il est recruté par McLaren en remplacement de Jochen Mass afin d'épauler James Hunt, le champion du monde 1976. Ce qui ressemble à une belle opportunité se révèle être un cadeau empoisonné pour Tambay dans la mesure où son arrivée chez McLaren correspond au brutal déclin de l'écurie britannique, qui utilise pour la saison 1978, une McLaren M26 obsolète, faisant pâle figure face aux Lotus 79.

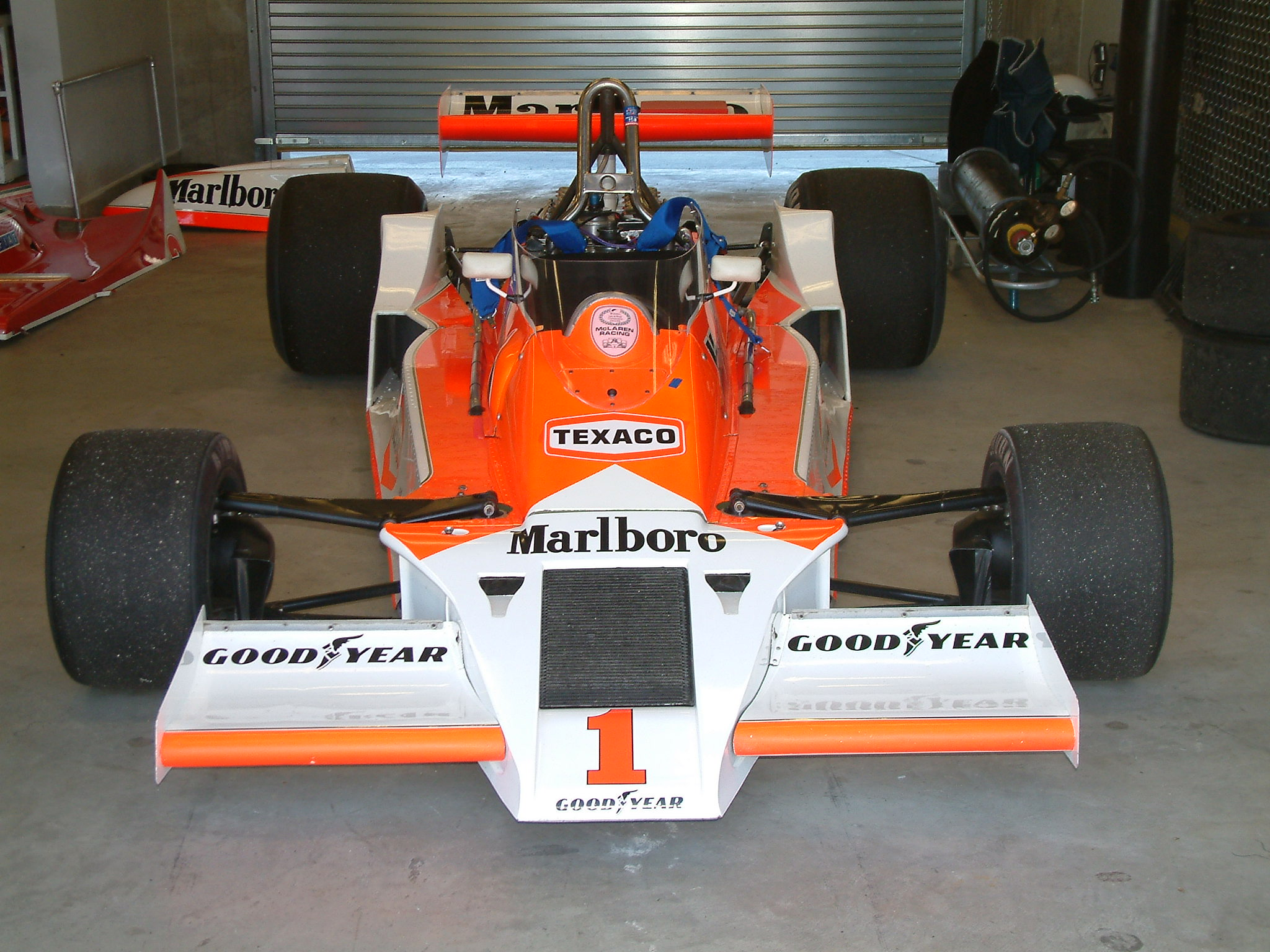
Patrick Tambay pilote la McLaren M26 pour la saison 1978, une monoplace assez décevante.

Pour son tout premier Grand Prix chez McLaren, en Argentine, Tambay inscrit son premier point de la saison, après une bataille avec notamment Ronnie Peterson et Carlos Reutemann. Lors du Grand Prix suivant, en lice pour un bon résultat après des qualifications prometteuses, il effectue un tête-à-queue, notamment à cause de la fatigue et de la chaleur extrême,. Un mois plus tard, en Afrique du Sud, Tambay parvient à décrocher la quatrième position en qualifications et a pour objectif la victoire. Toutefois, Tambay réalise un très mauvais départ et se retrouve à l'arrière du peloton ; il effectue une remontée, mais abandonne à la suite d'un accident dans le dernier quart de la course.

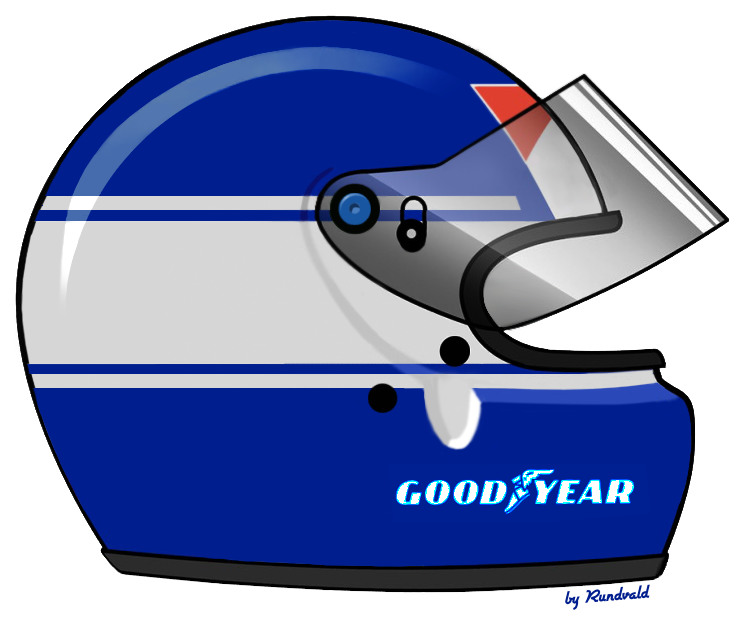
Le casque de Patrick Tambay.

Après deux arrivées hors des points, le pilote McLaren doit déclarer forfait pour le Grand Prix de Belgique, en raison de blessures de l'une de ses anciennes courses de Formule 2. Il revient dès le Grand Prix suivant qui le voit abandonner sur problème de boîte de vitesses. Au Grand Prix de Suède, Tambay, pourtant parti quinzième, réalise une superbe remontée avec de nombreux dépassements, tout en profitant des problèmes mécaniques des autres cadors comme Mario Andretti et John Watson, ce qui lui permet de terminer à une quatrième place, son meilleur résultat en Formule 1. Après un Grand Prix de France sans points, Tambay parvient à terminer sixième en Grande-Bretagne, notamment grâce à l'arrivée de nouveaux pneumatiques Goodyear. Après un accident et une sortie de piste en deux Grands Prix, Tambay termine neuvième aux Pays-Bas, après avoir gagné cinq places en course. Parti de la dix-neuvième place, le Français retrouve le chemin des points en terminant le tragique Grand Prix d'Italie, marqué par la mort de Ronnie Peterson, au cinquième rang. À Watkins Glen, Tambay, parti dix-huitième, termine sixième, dernier pilote dans le même tour du vainqueur, après avoir effectué de nombreux dépassements et profité des problèmes mécaniques de ses pairs. Le pilote McLaren clôt sa saison au Canada en terminant huitième sur les douze pilotes ayant fini la course.
Au volant d'une monoplace rétive, Patrick Tambay se classe finalement quatorzième de la saison 1978 de Formule 1, avec huit points, soit autant que son coéquipier James Hunt.
Un temps évoqué chez Williams F1 Team, Tambay est conservé par McLaren pour une deuxième saison, alors que son coéquipier James Hunt est remplacé par John Watson. Cette saison se révèle encore pire que la précédente pour le Français et son équipe. S'inspirant de la Lotus 79 championne en titre, les ingénieurs de McLaren présentent la McLaren M28, toutefois bien trop lourde pour pouvoir concurrencer ses rivales. Pour le premier Grand Prix de la saison, en Argentine, Tambay parvient à se qualifier en neuvième position, mais est impliqué dans un carambolage au départ, avec quatre autres pilotes dont Jody Scheckter et Nelson Piquet,. Au Brésil, avec une obsolète McLaren M26, il abandonne à la suite d'un accident au septième tour. En Afrique du Sud, Tambay voit pour la première fois de la saison le bout d'un Grand Prix, à la dixième place, à trois tours du vainqueur. Aux États-Unis Ouest, le pilote McLaren percute violemment au départ Jan Lammers, s'envole dans les airs pour retomber sur la voiture de Niki Lauda, ce qui élimine le Français et l'Autrichien. En Espagne, Tambay termine la course à trois tours du vainqueur, en treizième position, loin des points.

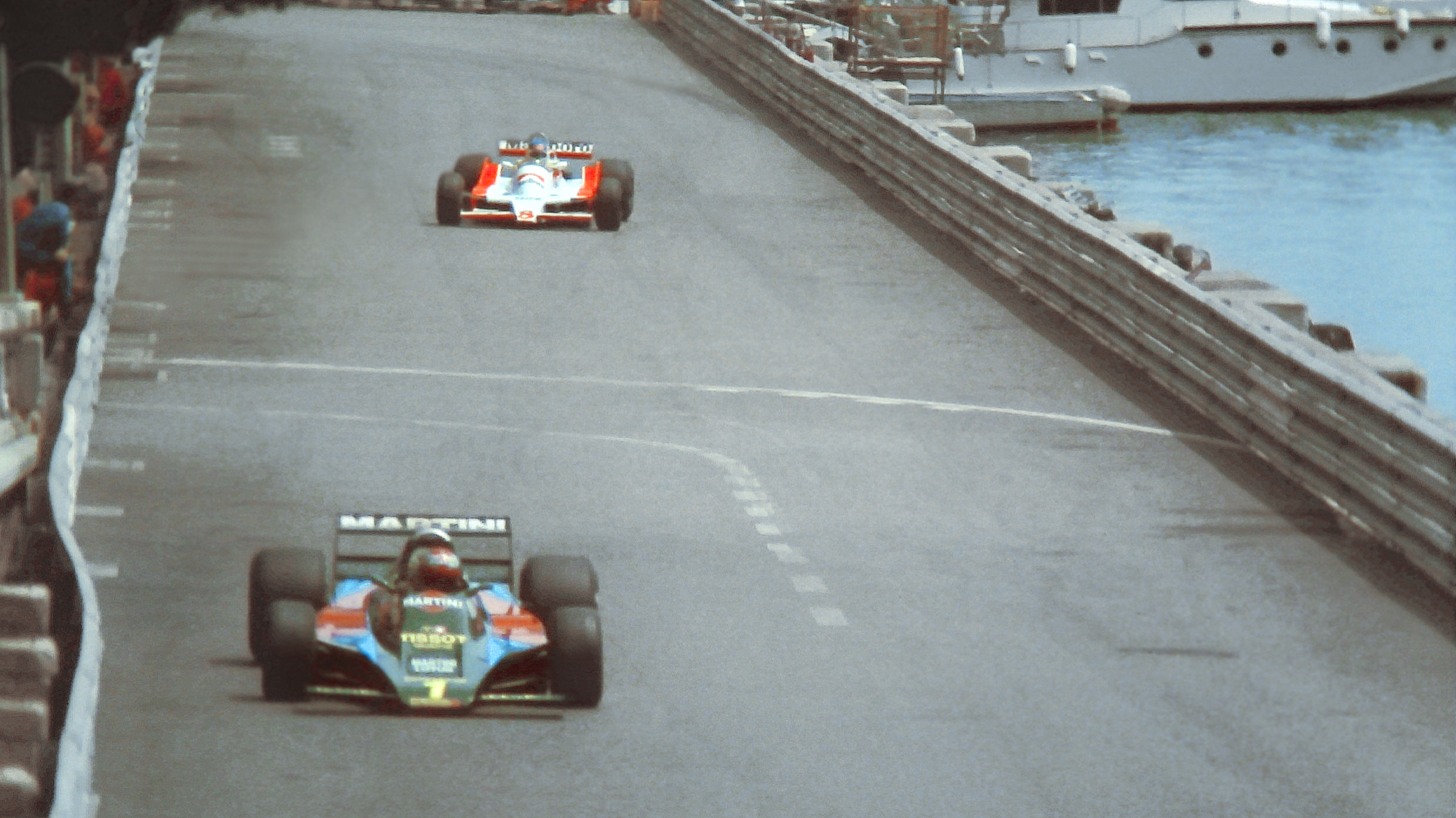
Patrick Tambay suit la Lotus de Mario Andretti lors des essais libres du Grand Prix de Monaco.

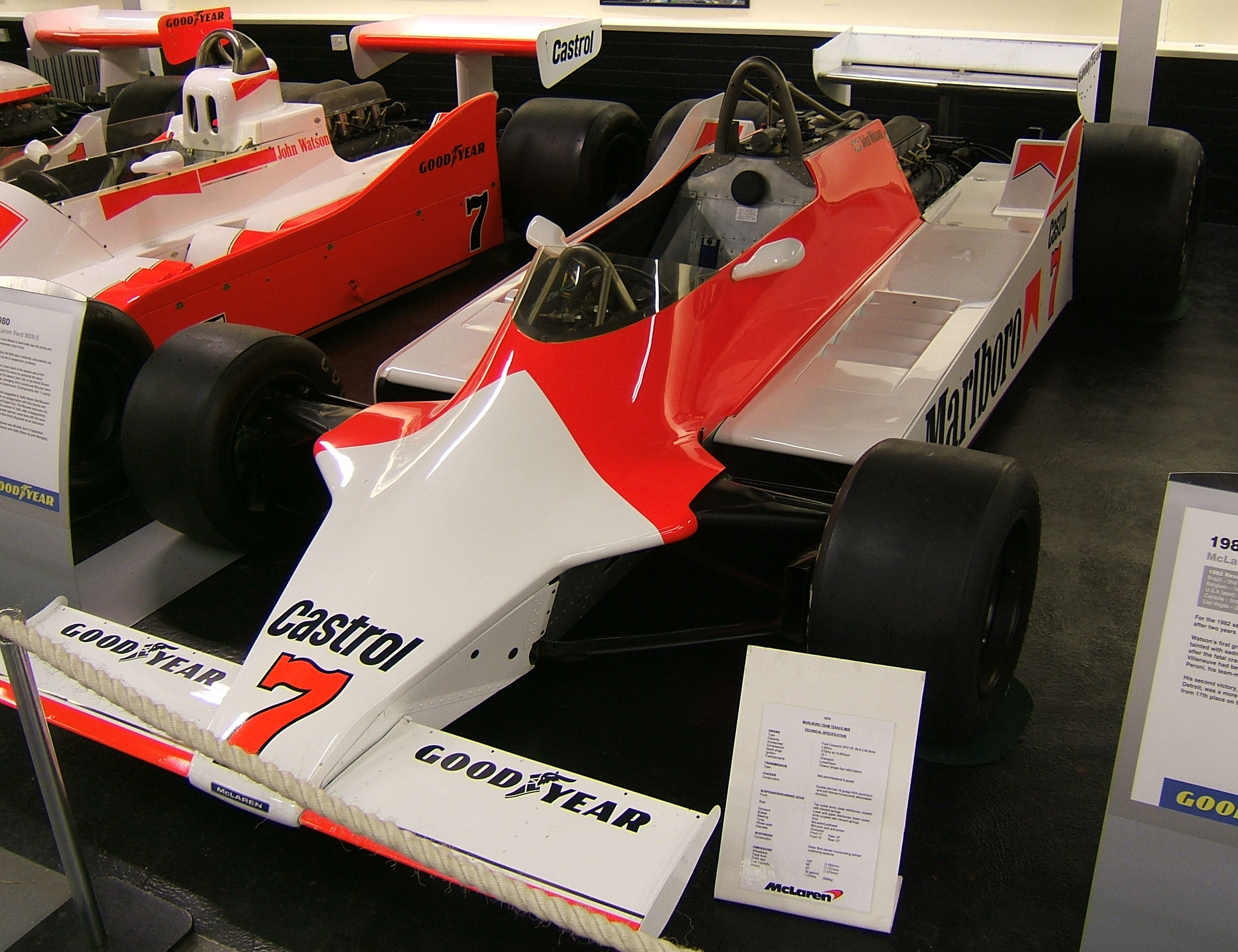
Avec la McLaren M29 arrivée en cours de saison, Tambay ne voit l'arrivée qu'une fois sur six, la faute notamment à un moteur Ford Cosworth défaillant.

En Belgique, alors que John Watson détruit une McLaren M28 en essais, Patrick Tambay est forcé de s'aligner avec une très ancienne McLaren M26, qui effectue ainsi sa dernière participation en Formule 1 ; pas assez rapide, il ne parvient pas à se qualifier pour la course, comme ensuite à Monaco, cette fois sur une M28. Devant son public en France, Tambay participe à la course, qu'il termine au dixième rang, à deux tours de son compatriote Jean-Pierre Jabouille. En Grande-Bretagne, tandis que son coéquipier est équipé de la nouvelle McLaren M29, Tambay, toujours avec la M28, réalise son meilleur résultat de la saison, en terminant septième, à la porte des points, malgré une panne d'essence à la fin.
Après un abandon sur problème mécanique en Allemagne à la mi-course pourtant avec la nouvelle McLaren M29, Tambay termine dixième et dernier pilote à avoir fini la course en Autriche. Les quatre dernières courses n'épargnent pas le pilote français, qui voit quatre abandons à cause du même problème : un moteur Ford Cosworth DFV V8 qui casse après moins de vingt tours.
Relégué rapidement au rang de deuxième pilote derrière John Watson, Patrick Tambay ne bénéficie pas tout de suite des améliorations techniques des McLaren lentes et décevantes. Si son coéquipier termine neuvième du championnat, Tambay est non classé avec aucun point engrangé au cours du championnat.

« Lorsque McLaren m’engagea en F1 pour 1978 et 1979, ce furent les pires années de son histoire et de la mienne ! »

— Patrick Tambay

### Nouveau titre en CanAm et retour en Formule 1 (1980-1981)
N'ayant jamais pu établir une relation saine avec son employeur Teddy Mayer, qui le trouve « sympathique, mais pas assez motivateur pour les autres salariés de l'équipe », et quelque peu démoralisé par le manque de performances, Patrick Tambay est remplacé par la jeune étoile montante Alain Prost et se retrouve sur la touche en Formule 1.

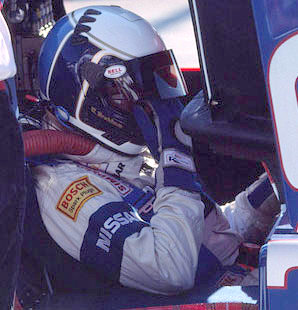
Geoff Brabham est l'un des plus grands rivaux de Tambay lors de la saison 1980 de CanAm.

Son image passablement écornée, et dégoûté de la « Formule 1 peu compétitive », Tambay décide de retourner en CanAm, le championnat qu'il avait remporté, puis qui l'avait lancé en Formule 1 trois ans plus tôt. Ce choix, considéré par certains comme un retour en arrière, surprend nombre de personnes.

« Maintenant que vous avez gagné, vous n'allez tout de même pas retourner là-bas, non ? »

— François Guiter, patron de la filière Elf, s'adressant à Patrick Tambay en 1980
Au sein de l'équipe de Carl Haas, sur une Lola T530, Patrick Tambay réalise un nouveau récital, comme en 1977, et est sacré champion, en remportant six courses sur les dix organisées. Même si les résultats et la domination du Français semblent similaires à 1977, Tambay trouve plutôt que la « concurrence s'est renforcée », notamment en la personne d'Al Holbert et Geoff Brabham, qui gagnent trois des quatre courses non remportées par le Français.

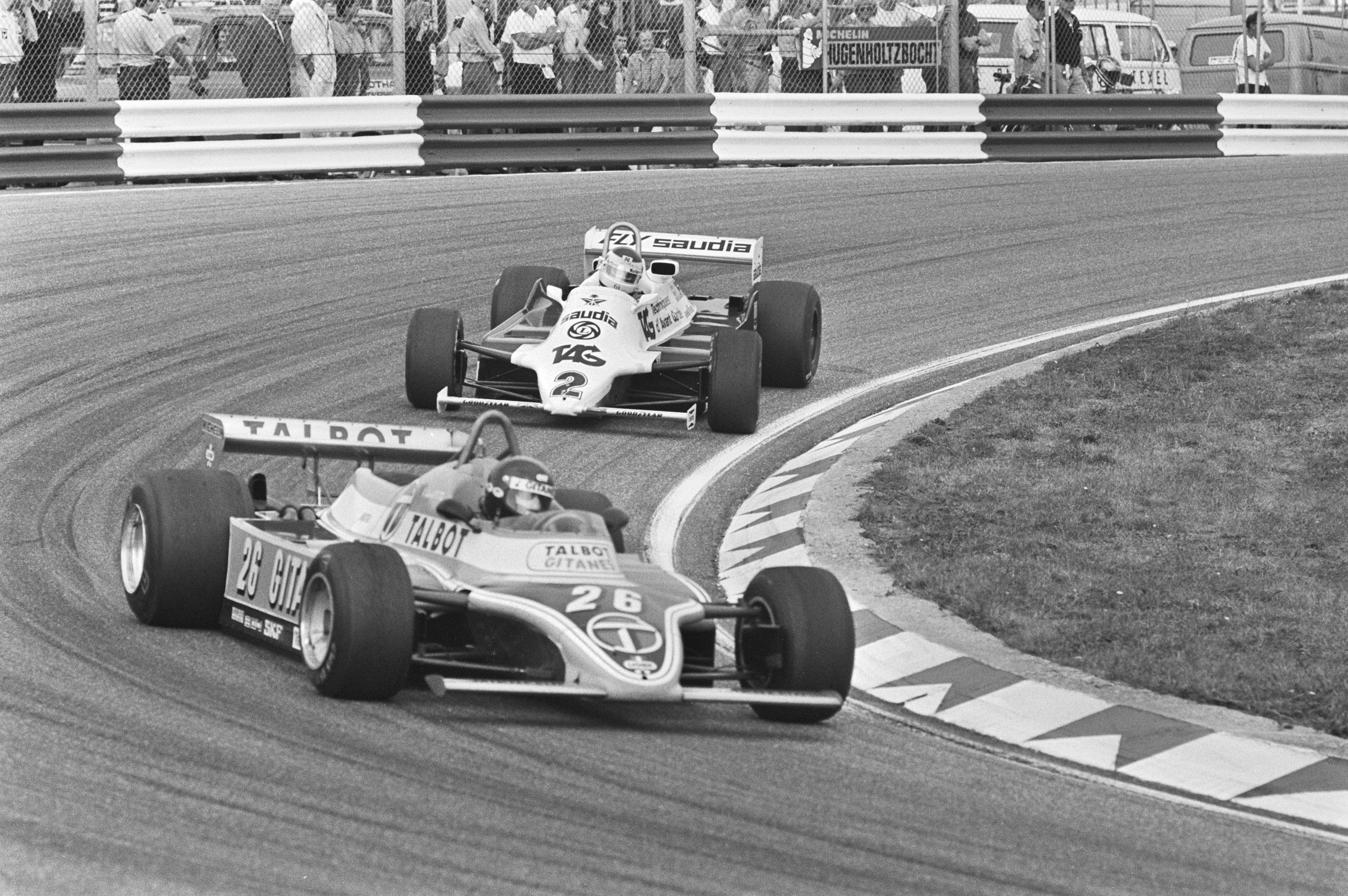
Au volant de La Ligier JS17, Patrick Tambay accumule les problèmes mécaniques, avec huit abandons en huit courses, dont cinq sur des problèmes mécaniques.

Après ce titre qui lui fait regagner l'estime perdue chez McLaren, Patrick Tambay retrouve la Formule 1 en 1981, en rejoignant Theodore Racing, l'écurie de Teddy Yip. De nouveau avec cette écurie qu'il connaît déjà, le Français réalise des performances honorables avec cette modeste équipe. Lors de l'ouverture de la saison à Long Beach, le pilote français, parti dix-septième, décroche le dernier point mis en jeu, en finissant sixième, à deux tours du vainqueur, alors que seulement huit voitures terminent le Grand Prix. Au Brésil, Tambay, de nouveau parti du fond de grille, termine dixième. En Argentine, il est en lutte avec Riccardo Patrese et Elio De Angelis pour la sixième place, avant d'abandonner sur un problème de fuite d'huile. Onzième à Saint-Marin, Tambay ne parvient pas à se qualifier pour le Grand Prix de Belgique. À Monaco, parti seizième, il termine à la porte des points, à deux tours de la sixième place : le pilote Theodore est le septième et dernier pilote du Grand Prix à avoir terminé la course, les autres ayant abandonné sur accident ou sur problème mécanique. Aux côtés d'Henri Pescarolo, Tambay participe aux 24 Heures du Mans, mais doit abandonner à la suite d'un problème de pompe à essence, en début de course, après avoir été un temps deuxième,. Au Grand Prix d'Espagne de Formule 1, Tambay est l'auteur d'une course discrète, en terminant à une lointaine treizième position.
À la mi-saison, impressionnés par le pilotage du Français, les dirigeants de Ligier recrutent Tambay, en remplacement de Jean-Pierre Jabouille, mal remis de son accident survenu en fin de saison précédente. Toutefois, son passage au sein de l'écurie française s'avère désastreux. Lors de son Grand Prix national, Patrick Tambay est forcé à l'abandon peu avant la mi-course, sur un problème de roue. En Grande-Bretagne, un problème d'allumage le fait abandonner lors du premier quart de la course. En Allemagne, un nouveau problème de roue arrière fait abandonner le Français à mi-course. En Autriche, c'est le moteur Matra qui casse et force le pilote Ligier à l'abandon. Aux Pays-Bas, parti de la onzième place, il s'accroche avec son compatriote Didier Pironi et abandonne après les dégâts causés sur sa monoplace. En Italie, alors en lutte pour le podium, Tambay doit abandonner une nouvelle fois à cause d'un pneu crevé. Auteur d'un très bon départ au Canada, le Parisien doit abandonner rapidement à la suite d'un tête-à-queue. À Las Vegas, Tambay, pourtant parti d'une excellente septième place, sort de la piste dès le deuxième tour et abandonne pour la huitième fois en huit Grands Prix chez Ligier.
Grâce à son point acquis lors du premier Grand Prix de la saison, Tambay se classe à la 19e place du championnat du monde de Formule 1 1981, tandis que Jacques Laffite, son coéquipier chez Ligier, termine quatrième avec deux victoires.

### Premiers podiums et première victoire chez Ferrari (1982)
Patrick Tambay est limogé de Ligier en raison de ses mauvaises performances et est remplacé par Eddie Cheever. Le Français se dit « amèrement déçu du traitement reçu par Ligier », qui ne le « soutenait pas assez ». Pour la saison 1982, Tambay parvient à rejoindre Arrows, en remplacement du Suisse Marc Surer, qui se brise les jambes lors des essais de pré-saison. Toutefois, la grève des pilotes éclate le vendredi matin du premier Grand Prix de la saison, en Afrique du Sud, dans l'affaire des pilotes F1 contre la FISA. C'en est trop pour le pilote tricolore qui quitte la Formule 1.

« La F1 me gonfle, [...] je rentre chez moi et ne reviendrai en F1 que si Renault ou Ferrari m’appelle. »

— Patrick Tambay, à Jackie Oliver, directeur d'Arrows, après la grève des pilotes, peu avant le Grand Prix d'Afrique du Sud 1982.

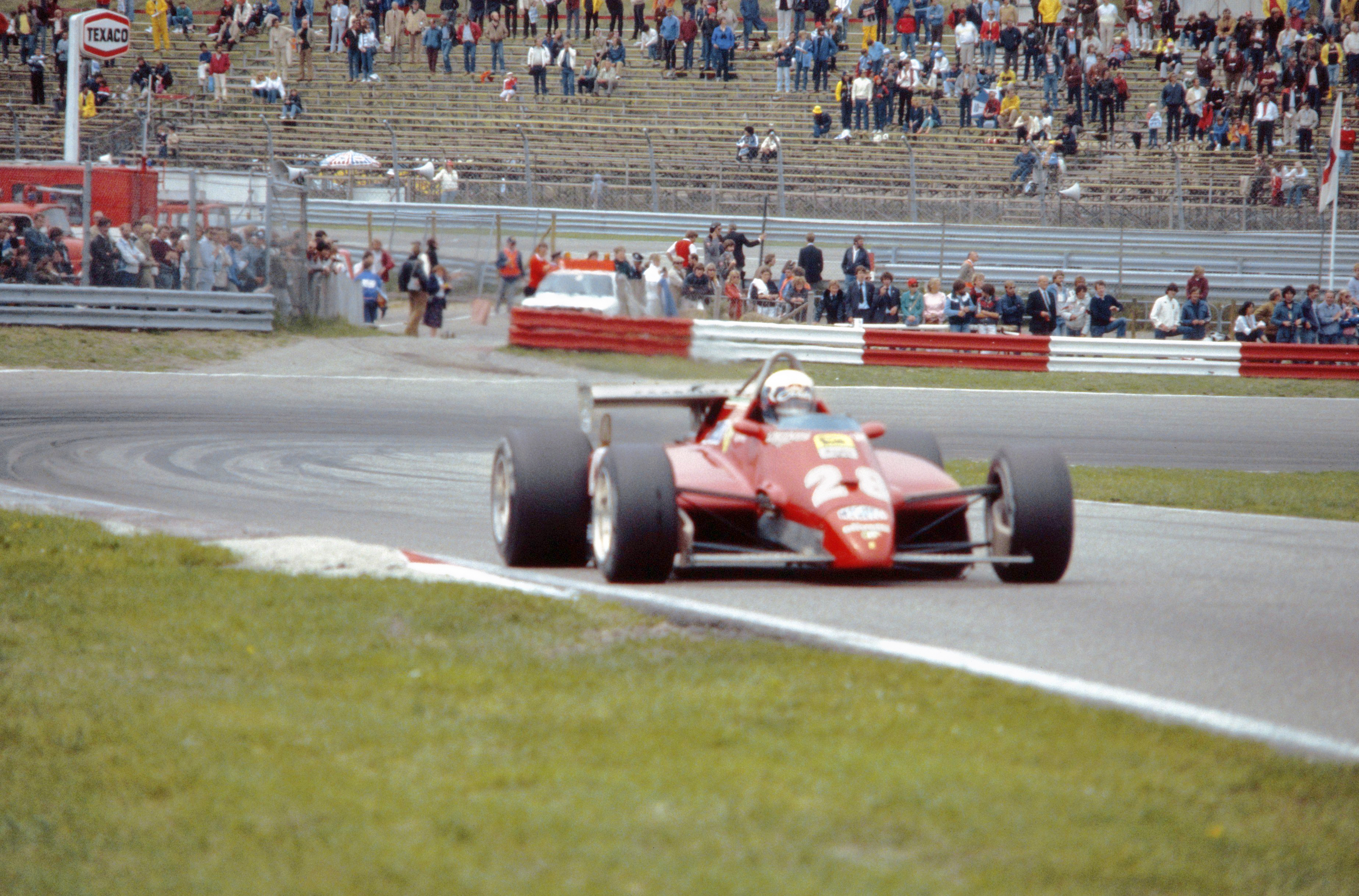
En remplacement de Gilles Villeneuve, Tambay effectue la deuxième moitié de saison avec la Ferrari 126 C2.

Finalement sans volant en Formule 1, Tambay trouve refuge une nouvelle fois en CanAm avec le Racing Team VDS. Il ne participe qu'à la première course du championnat, qui se termine sur un abandon, après avoir signé la pole position.
Alors que Tambay semble reparti pour une nouvelle année loin de la Formule 1 et, à priori, définitivement selon les spécialistes, Gilles Villeneuve, pilote de la Scuderia Ferrari se tue lors des essais du Grand Prix de Belgique. Alors que de nombreux noms de pilotes prometteurs affluent (les Italiens Riccardo Patrese, Elio De Angelis et Michele Alboreto notamment), Enzo Ferrari surprend les observateurs, en choisissant Patrick Tambay, pilote libre et expérimenté, et surtout le meilleur ami de Villeneuve. Pour la première fois de sa carrière, le Français se trouve au volant d'une des meilleures voitures de l'époque, ce qui lui permet enfin d'exprimer son potentiel. Pour son premier Grand Prix de la saison, aux Pays-Bas, à l'issue d'une course d'apprentissage assez disputée, il termine huitième, à cause d'une condition physique pas encore optimale et d'un problème digestif,.
De plus en plus en confiance, le Parisien décroche le premier podium de sa carrière, en Grande-Bretagne, en profitant notamment des problèmes de ses adversaires, mais également en effectuant plusieurs dépassements, et réalise une quatrième place au Grand Prix de France. Lors des qualifications du Grand Prix d'Allemagne, un nouveau coup frappe la Scuderia Ferrari, qui perd Didier Pironi, très gravement blessé. Seul pilote Ferrari à s'aligner pour la course, Tambay, parti de la quatrième place, effectue des dépassements notamment sur René Arnoux et remporte, pour la première fois de sa carrière, un Grand Prix de Formule 1, devant le pilote Renault,,. Terriblement ému, Tambay dédie cette victoire « à Enzo Ferrari, pour la confiance qu'il [lui] a témoigné », mais également à Gilles Villeneuve et Didier Pironi. Quatrième en Autriche, Tambay, à cause d'une hernie discale, est dans l'incapacité de disputer le Grand Prix de Suisse, remporté par Keke Rosberg, qui fait ainsi perdre définitivement le titre des pilotes à Pironi, et voit McLaren, Renault F1 Team et Williams, revenir très près de Ferrari pour le championnat des constructeurs,. Revenu pour le Grand Prix d'Italie, il voit un nouveau coéquipier, Mario Andretti : ensemble, les deux pilotes finissent sur le podium, respectivement deuxième et troisième, uniquement devancés par René Arnoux,. Quasi-assuré du titre de champion des constructeurs, Tambay, comme en Suisse, ne peux pas participer au Grand Prix de Las Vegas, en raison de sa douleur réapparue ; refusant de prendre des traitements anti-douleur avant le Grand Prix, Tambay est obligé de déclarer forfait quelques heures avant le début de la course.
N'ayant disputé qu'une moitié du championnat, avec un Grand Prix remporté, Tambay termine septième du championnat des pilotes et remporte le championnat des constructeurs avec la Scuderia Ferrari, qui, touchée par l'accident mortel de Gilles Villeneuve, l'accident très grave de Didier Pironi et les deux forfaits de Patrick Tambay à cause d'une hernie discale, est tout de même sacrée de justesse.

### Deuxième victoire et bons résultats (1983)

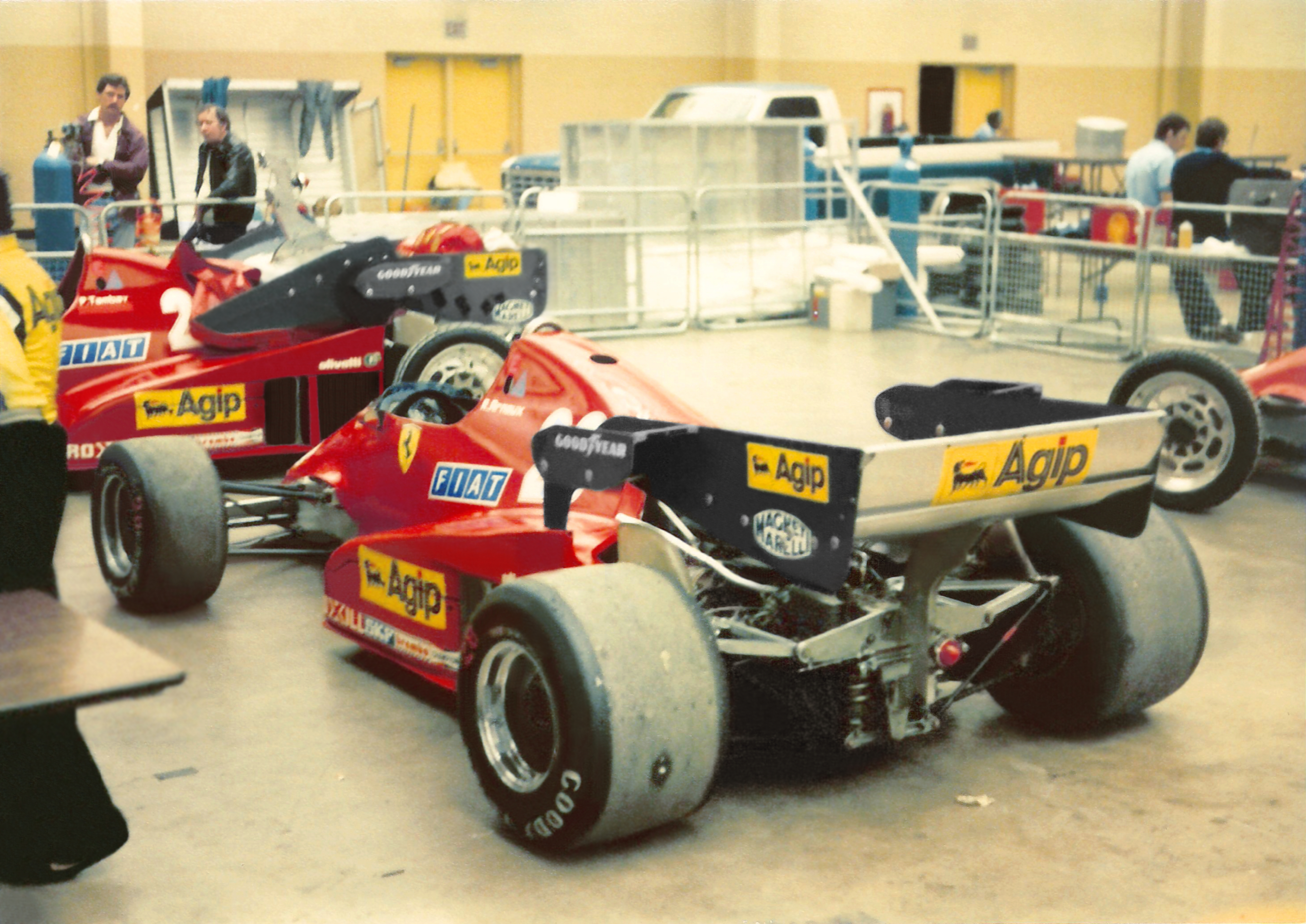
C'est la Ferrari 126 C2B qui mènera Tambay à sa deuxième victoire en Grand Prix.

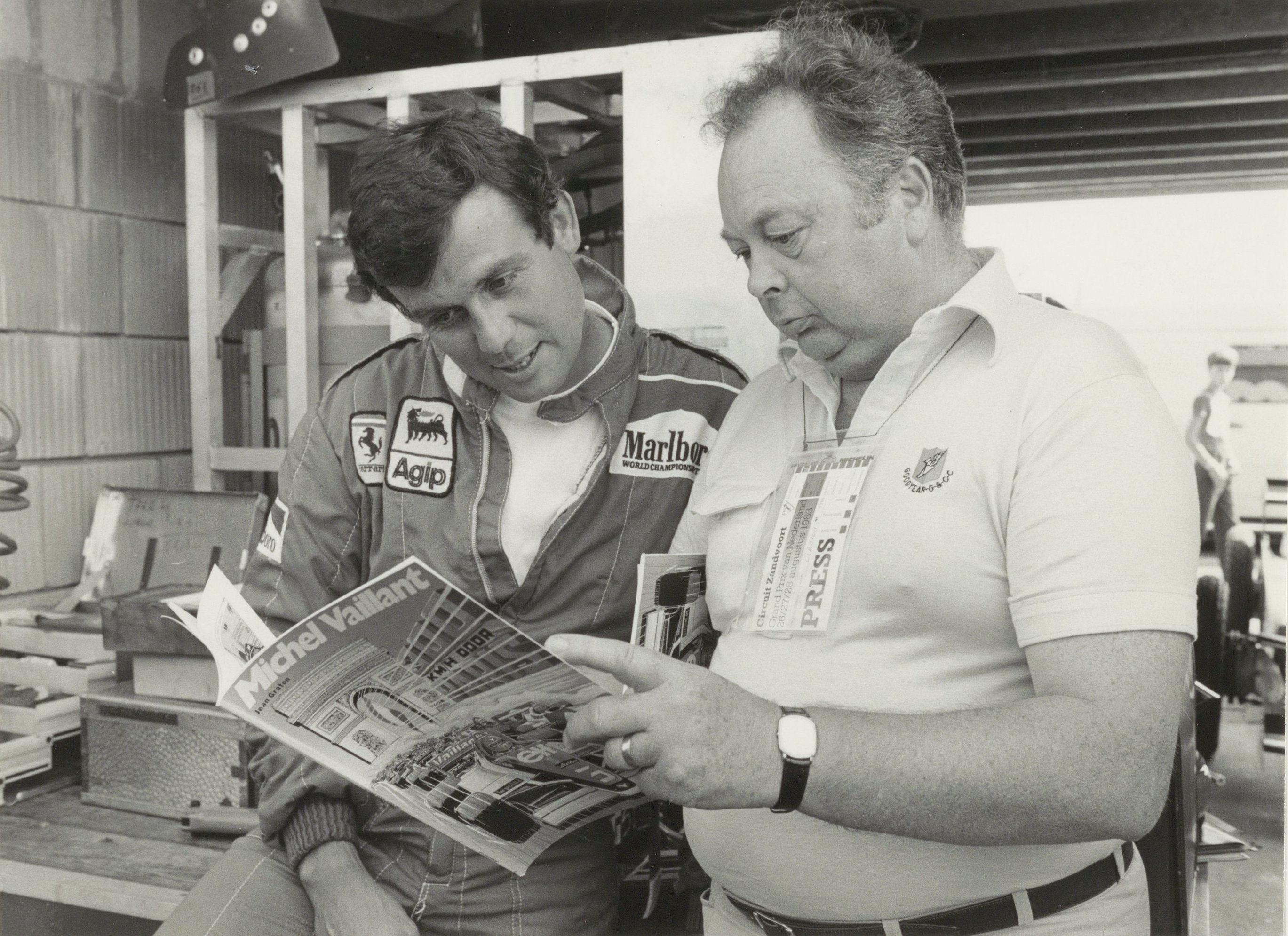
Patrick Tambay à Zandvoort en 1983 en compagnie de Jean Graton, l'auteur de Michel Vaillant.

En raison des résultats intéressants enregistrés par Tambay lors de sa période chez Ferrari l'année précédente, la Scuderia Ferrari décide de le prolonger pour la saison 1983, aux côtés de son compatriote René Arnoux ; Patrick Tambay se fait remarquer en réalisant le meilleur temps des essais de pré-saison. Au volant de cette voiture pour la saison entière, Patrick Tambay montre ses aptitudes et son talent, mais aussi certaines limites comme sa probable impossibilité à devenir champion du monde.
Pour le premier Grand Prix de la saison, au Brésil, Tambay termine cinquième de l'épreuve, mais se déclare plutôt satisfait en raison des problèmes d'usure et d'adhérence des pneumatiques,. À Long Beach, le pilote français décroche la première pole position de sa carrière : il n'a pas le loisir d'en profiter après un accrochage avec Keke Rosberg au tiers de la course. Tambay, malgré cette déconvenue, n'en reste pas moins optimiste pour le reste de la saison, estimant qu'il peut jouer le podium ou la gagne lors des autres courses. En France, le pilote Ferrari, parti onzième, parvient à réaliser un très bon départ, ce qui lui permet de terminer au pied du podium, à la quatrième position.
Lors du Grand Prix de Saint-Marin, Tambay, parti troisième, bataille pour la première place avec Riccardo Patrese. À mi-course, le Français rencontre des problèmes de moteur, et l'Italien parvient finalement à le dépasser. Dans les derniers tours de course, Patrese sort de la piste et abandonne, laissant Tambay se diriger vers sa seconde victoire en Formule 1, pour la plus grande joie des tifosi italiens de Ferrari, tout acquis à la cause du Français. Au-delà de la victoire, le symbole est surtout présent : le Grand Prix de Saint-Marin 1982 était le dernier auquel avait pris part Gilles Villeneuve. Avant la course, le meilleur ami de ce dernier avait pensé à une possible victoire en course, pour Villeneuve, disparu presque un an auparavant. Cette victoire permet à Tambay de venir à un point d'Alain Prost et Nelson Piquet, qui mènent le championnat.
À Monaco, la stratégie trop prudente et conservatrice de la Scuderia Ferrari ne permet pas à Tambay de jouer les premiers rôles : après avoir évolué vers la dixième position, le Français termine quatrième de la course. En Belgique, le pilote Ferrari manque la pole position de peu derrière son compatriote Alain Prost : ce résultat s'avère finalement décisif, car Tambay termine deuxième derrière Prost. Sa régularité aux avant-postes fait de lui un des candidats les plus importants pour le titre mondial à cette période. Toutefois, les relations entre le pilote français et la Scuderia (notamment avec le directeur sportif Marco Piccinini) se détériorent : Tambay manque une réunion et un entraînement pour regarder, à la télévision dans sa chambre, la finale du tournoi de Roland-Garros remportée par Yannick Noah,. Lors du Grand Prix de Détroit, le double vainqueur de Grand Prix cale sur la grille de départ et ne peut pas redémarrer.

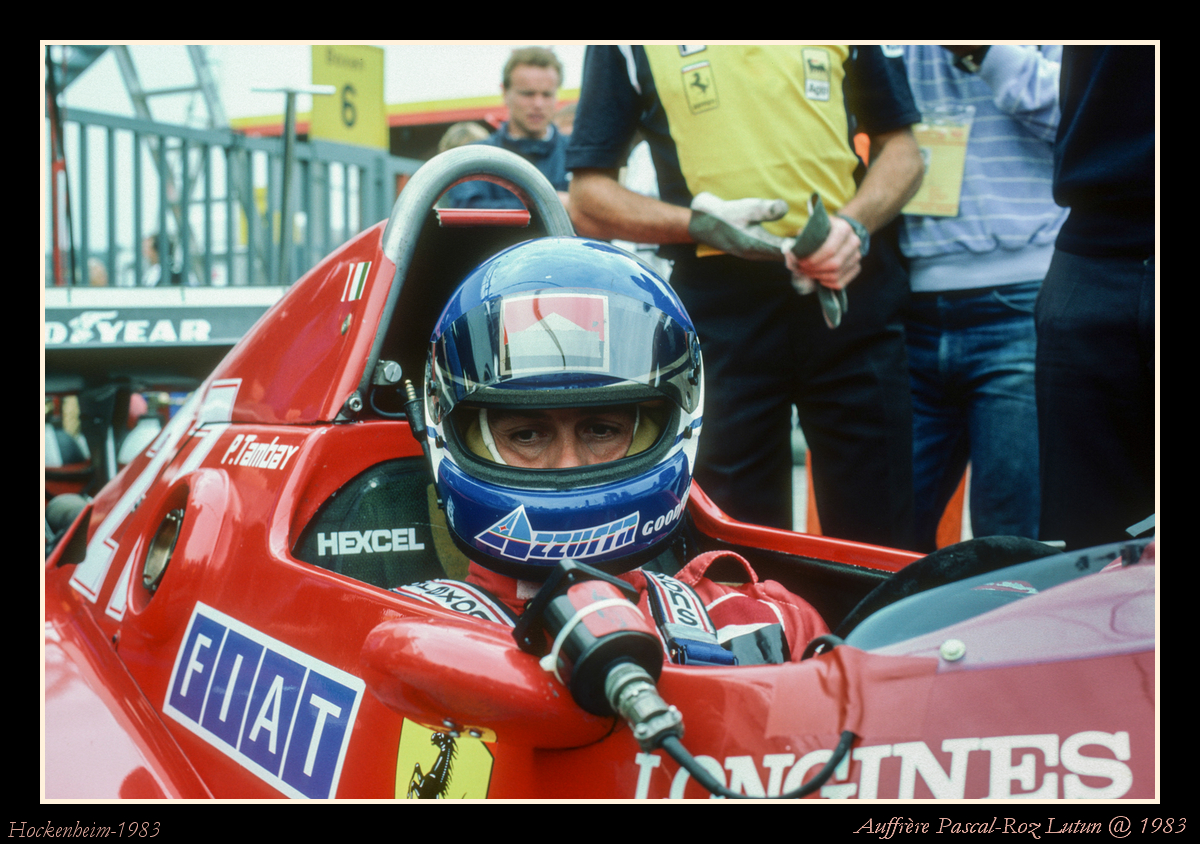
Patrick Tambay au Grand Prix d'Allemagne.

Au Canada, Patrick Tambay termine troisième, mais le Parisien se trouve dominé par son coéquipier qui remporte la course. En Grande-Bretagne, les pilotes Ferrari voient l'apparition d'une nouvelle voiture, la Ferrari 126 C3, qui porte de grands espoirs chez la Scuderia. Malgré un podium pour Tambay à Silverstone, la course est considérée comme une « désillusion » pour la nouvelle monoplace : Ferrari dénigre les pneumatiques Goodyear, supposément inférieurs à ceux de Michelin. Les derniers résultats de Patrick Tambay, selon certains médias, indiquent le prochain remplacement du Français par Michele Alboreto pour la saison 1984. Au Grand Prix d'Allemagne, Tambay, dernier vainqueur de l'épreuve, décroche la pole position, mais doit abandonner en début de course sur un problème moteur. En Autriche, tout comme en Allemagne, le Parisien réalise le meilleur temps en qualifications, mais abandonne à mi-course sur un problème de moteur.
La progression de René Arnoux met peu à peu son coéquipier à l'écart, qui accepte la situation en se mettant dans un rôle de lieutenant pour celui-ci. Aux Pays-Bas, Tambay part de la deuxième position, mais effectue un très mauvais départ et occupe la vingt-et-unième place : il arrive toutefois à effectuer de nombreux dépassements et à profiter des déboires de ses autres adversaires pour terminer à une inespérée deuxième place, derrière Arnoux. En Italie, parti de la deuxième place, Tambay ne termine que quatrième à cause d'un départ moyen, où il est doublé notamment par son coéquipier et Nelson Piquet, vainqueur de la course. Après cette course en demi-teinte, les dirigeants de la Scuderia Ferrari décident de le limoger et de le remplacer, comme il était pressenti, par l'Italien Michele Alboreto. Alors que des rumeurs le placent chez Renault, Patrick Tambay ne se démotive pas et se trouve en lutte pour le podium lors du Grand Prix d'Europe, avant d'abandonner sur un problème de freins. En Afrique du Sud, le pilote Ferrari réalise le meilleur temps en qualifications, mais perd quelques places au fil de la course, avant d'abandonner sur un problème de turbo.
Après avoir été un temps en lutte pour le titre mondial, Patrick Tambay termine le championnat à la quatrième place finale avec une victoire au Grand Prix de Saint-Marin, tandis que la Scuderia Ferrari remporte de nouveau le championnat des constructeurs. De son passage chez Ferrari, l'ingénieur italien Mauro Forghieri dit de Tambay qu'il était « un homme intelligent, [avec] un corps et un esprit sain » et que c'était « un vrai bonheur de travailler avec un garçon aussi méticuleux. ».

### Places d'honneur et problèmes récurrents de fiabilité (1984)

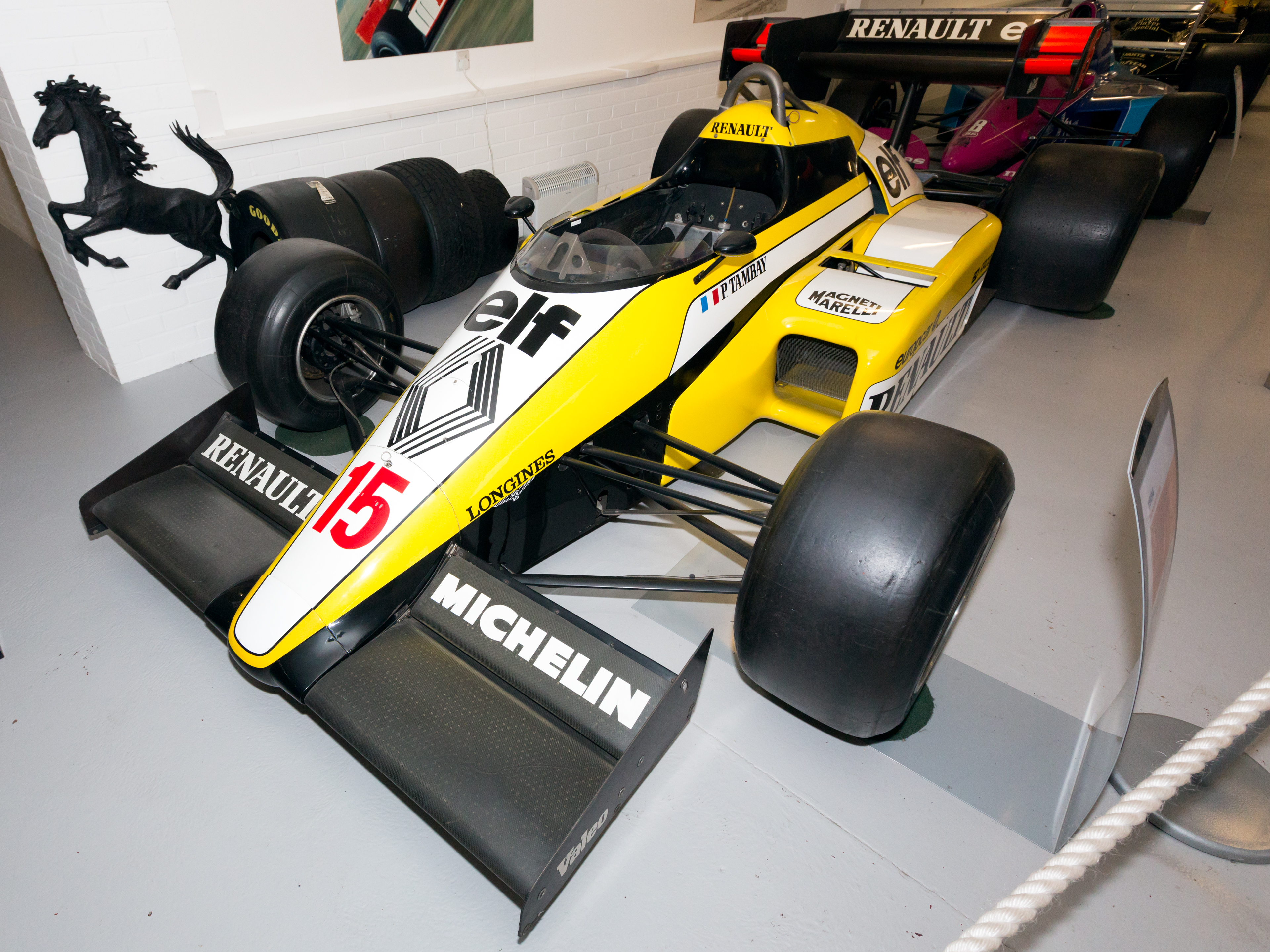
La Renault RE50 de Patrick Tambay, exposée au Donington Park.

Remplacé par Michele Alboreto chez Ferrari, Tambay parvient à signer chez Renault pour la saison 1984, peu après le dernier Grand Prix de la saison 1983, et trouve comme coéquipier Derek Warwick. Il prouve sa rapidité avec la Renault RE50 en réalisant le meilleur temps lors des essais de pré-saison au Castellet. Dans l'écurie vice-championne en titre, Tambay s'attend à rivaliser avec les meilleurs, mais devra bien vite revoir ses objectifs à la baisse, la faute à une monoplace peu fiable. Au premier Grand Prix, au Brésil, Tambay se trouve en lutte pour le podium durant toute la course, mais doit finalement échouer à la cinquième position, après être arrivé en panne d'essence,.
En Afrique du Sud, malgré les « progrès constants de la voiture » constatés par Tambay, le Français doit encore abandonner après un manque d'essence dans les ultimes tours de la course, alors qu'il évoluait en troisième position,. En Belgique, Tambay ne termine que huitième après une course anonyme. À Saint-Marin, le pilote Renault, parti quatorzième, s'accroche dans le premier tour avec Eddie Cheever et doit abandonner.
Pour son Grand Prix national, le pilote français crée la surprise en s'offrant le meilleur temps en qualifications, au terme d'un tour plein d'attaque. Malgré un mauvais départ, Tambay parvient à reprendre les rênes de la course, mais doit les lâcher dans le dernier quart de l'épreuve à Niki Lauda, au volant d'une McLaren MP4/2 plus véloce que la Renault RE50, ce qui le fait terminer la course à la deuxième position,. À Monaco, Tambay s'accroche avec son coéquipier Derek Warwick dans le premier tour, forçant les deux pilotes Renault à l'abandon, et brisant sa jambe droite, ce qui le contraint à manquer le Grand Prix du Canada, se déroulant deux semaines après la manche monégasque.

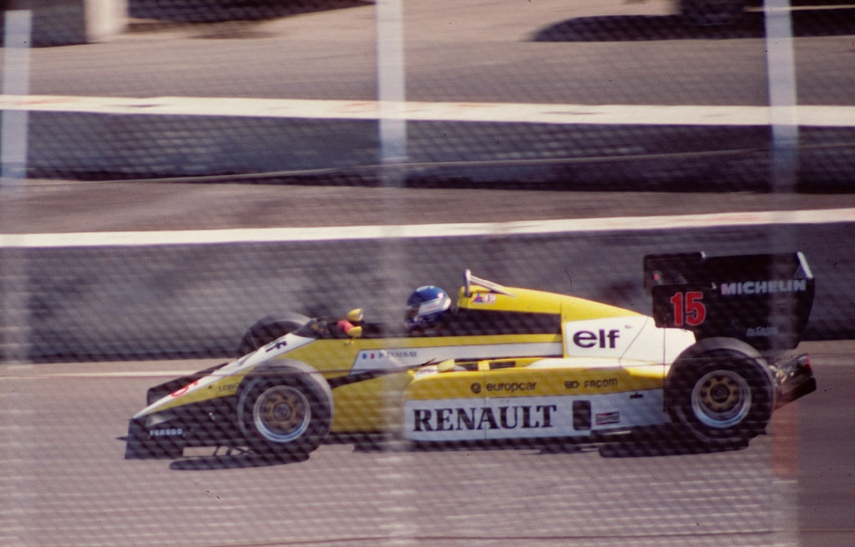
Patrick Tambay sur la Renault RE50 à Dallas.

De retour à Détroit, Tambay vit un week-end compliqué avec une qualification en neuvième place pour un abandon à mi-course à la suite d'un problème de transmission. À Dallas, le Français, parti dixième, sort de la piste et abandonne. En Grande-Bretagne, il se trouve en lutte pour les points pour la première fois depuis le Grand Prix de France, mais termine huitième, à cause d'un turbo défaillant dans les derniers tours. En Allemagne, le pilote français retrouve les points avec une cinquième place à l'arrivée, tandis que son coéquipier termine troisième.
Cette embellie est toutefois coupée en Autriche, où les deux pilotes, partis cinquième et sixième, abandonnent sur un problème moteur. Aux Pays-Bas, Tambay effectue un très bon départ qui l'amène à la troisième place, mais le manque de compétitivité de la RE50 face à ses rivales se fait ressentir durant la course et Tambay parvient à accrocher le dernier point de la sixième place. En Italie, il prend un excellent départ et mène la course durant une bonne partie de l'épreuve ; alors qu'il se dirige vers une victoire inattendue, l'accélérateur de la monoplace casse et le Français doit abandonner. Il qualifie ce Grand Prix de son pire souvenir dans sa carrière en Formule 1 : « Être en tête à Monza en 1984, et tout perdre à quatre tours du drapeau à damier en raison du câble d’accélérateur sectionné… avec Lauda derrière, ça aurait été un grand pied de nez à Ferrari de venir gagner dans leur terrain de jeu ! ».
Alors que plusieurs rumeurs voyaient Tambay remplacé par Nelson Piquet ou Niki Lauda chez Renault, il est confirmé pour la saison 1985 dans l'écurie française. Au Nürburgring, il se qualifie en troisième position et parvient à prendre la deuxième position en course, mais un nouveau problème mécanique (électricité) le force à l'abandon. Au Portugal, dernier Grand Prix de la saison, Tambay se qualifie septième et termine à la même place, à la porte des points.
En grande partie grâce à son podium obtenu en France, Patrick Tambay termine onzième de la saison 1984 avec onze points, tandis que son coéquipier Derek Warwick finit septième ; Renault est cinquième du championnat des constructeurs.

### Derniers podiums chez Renault et dure fin de saison (1985)

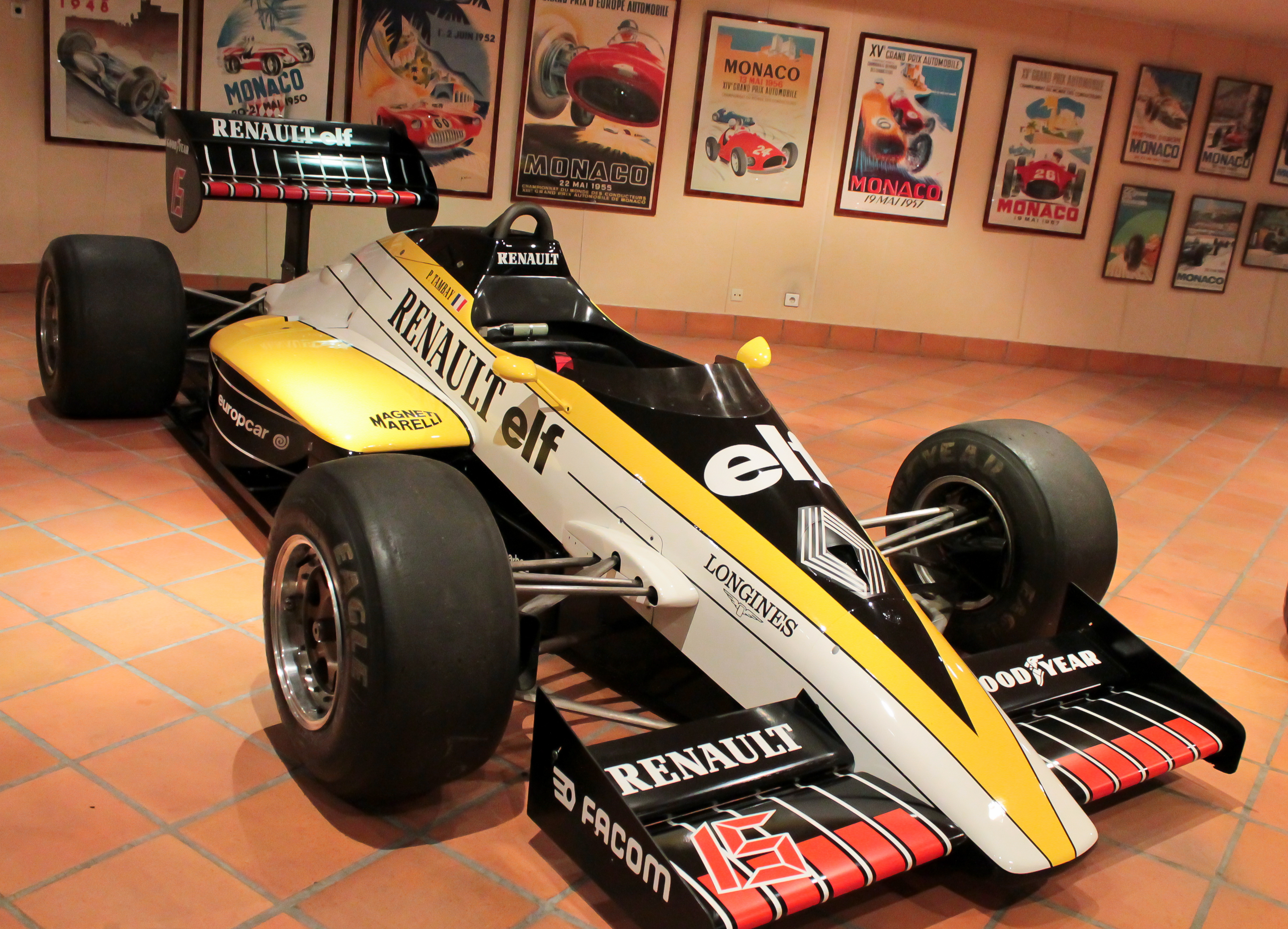
La Renault RE60 de Patrick Tambay, exposée au Musée de l'automobile de Monaco.

Prolongé de justesse par Renault en 1985, Tambay pilote durant cette saison la Renault RE60, censée apporter de nombreuses évolutions et solutions innovantes, comparée à la RE50. Malgré une équipe voulant retrouver les sommets après une saison 1984 compliquée, la saison 1985 sera pire pour Tambay et son équipe, avec une voiture aux performances de moins en moins bonnes.
Pour le premier Grand Prix de la saison, au Brésil, Tambay marque les points de la cinquième place, profitant des défaillances des autres voitures,. Au Portugal, dans des conditions dantesques, le pilote Renault parvient à remonter de la douzième place à la troisième marche du podium. À Saint-Marin, Tambay, parti du milieu de grille, décroche un nouveau podium, le onzième et dernier de sa carrière, au terme d'une course à rebondissements.
Ce très bon début de saison est toutefois coupé à Monaco, où Patrick Tambay percute dès le départ Gerhard Berger, dont le moteur s'est coupé. Malgré cela, le Français se montre assez confiant en vue du Grand Prix du Canada, malheureusement, la RE60 n'est pas à la hauteur et il termine à la porte des points, en septième position. À Détroit, Tambay sort de la piste et tape le mur à une vitesse d'environ 240 km/h, selon Elio De Angelis ; le Français en sort indemne.
En marge du Grand Prix de France, Tambay, au contraire de son coéquipier Derek Warwick, discret en début de saison, reçoit la RE60B, évolution de l'originale RE60,. Si les différences en matière de performances ne semblent pas majeures, Patrick Tambay décroche le point de la sixième place. Le Grand Prix de Grande-Bretagne s'arrête dès le premier virage pour le pilote Renault qui se décale de sa ligne, percutant Stefan Johansson, faisant abandonner les deux pilotes. En Allemagne, c'est une sortie de piste en début de course qui le force à l'abandon.

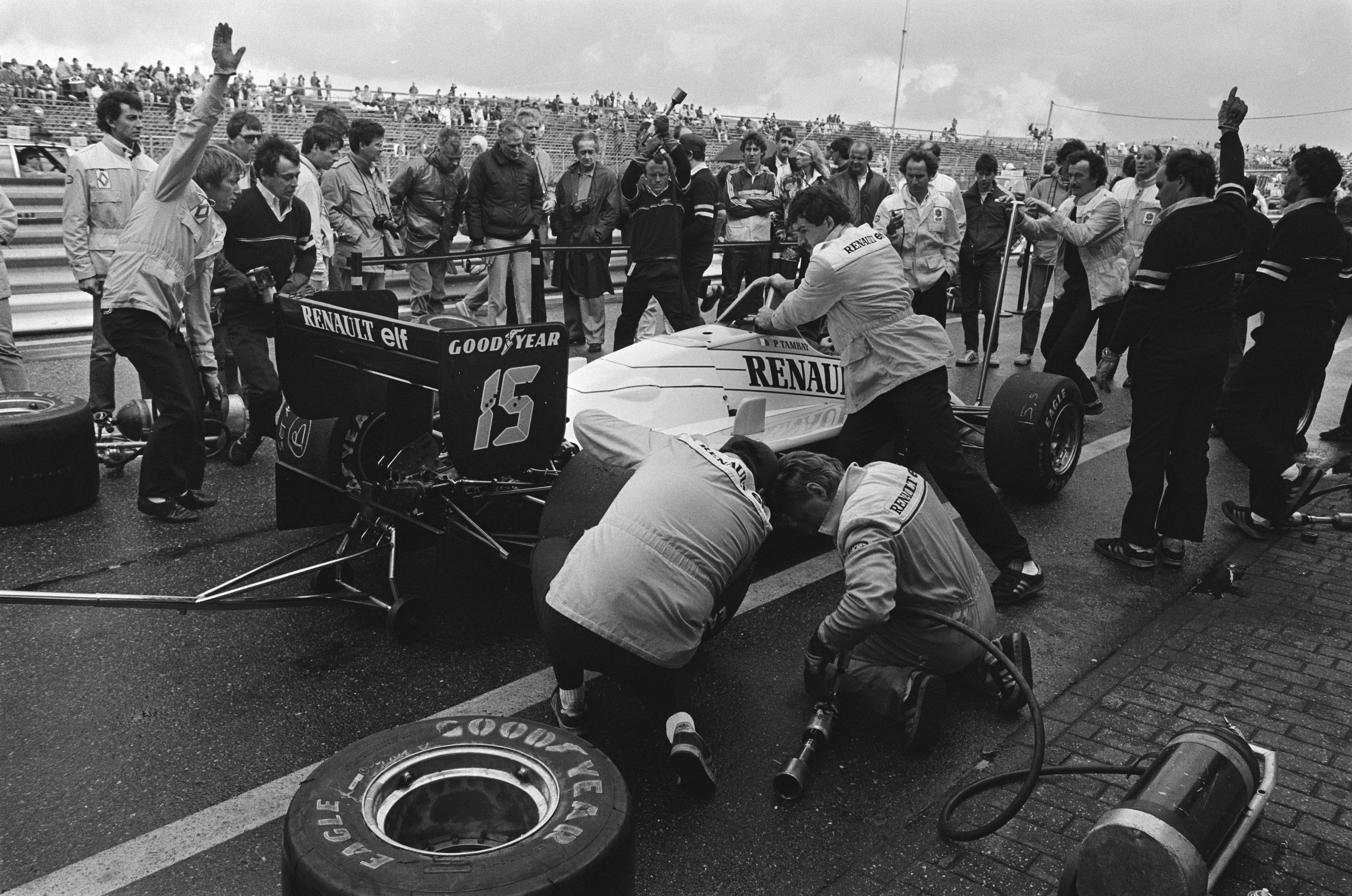
La Renault RE60B de Patrick Tambay dans la voie des stands du Grand Prix des Pays-Bas.

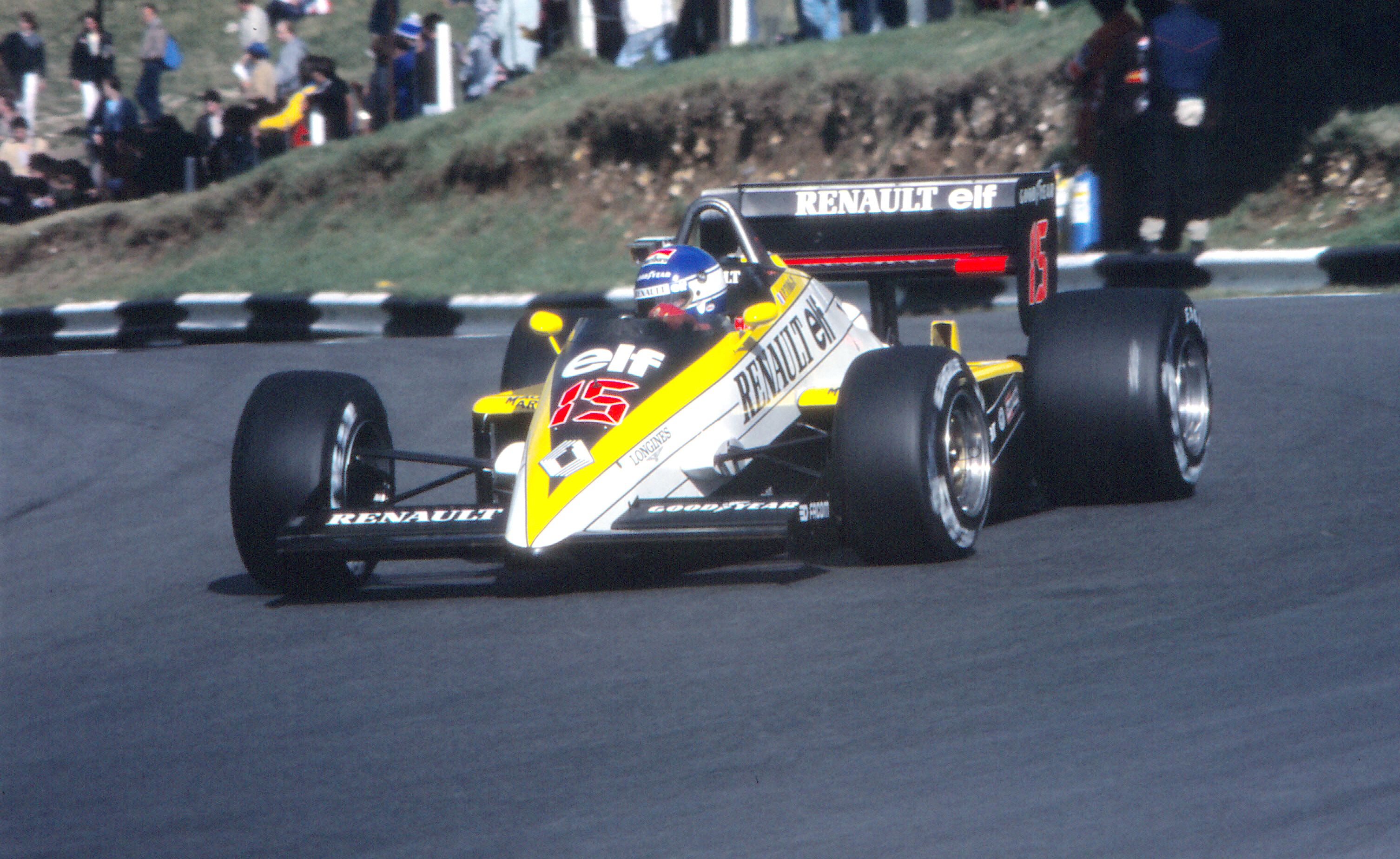
Patrick Tambay durant les essais du GP d'Europe 1985.

Alors que des rumeurs déclarent le possible forfait de Renault pour la suite de la saison et le transfert de Tambay chez les Américains du Team Haas Lola, Renault et ses deux pilotes sont finalement présents au Grand Prix d'Autriche. Placé dans les dix premiers durant la majeure partie de la course, le moteur Renault casse et Tambay abandonne une nouvelle fois. Aux Pays-Bas, Tambay crée la surprise en qualifications en réalisant le sixième temps ; dans le tour de formation, une suspension de la RE60B se casse et il doit s'élancer des stands ; malgré une remontée jusqu'à la treizième place, il abandonne à la suite d'un problème de transmission. C'est la déception de trop pour les dirigeants de Renault qui décident d'arrêter leur programme en Formule 1 à la fin de l'année, évoquant des dépenses trop élevées pour une équipe qui ne joue pas les plus grands rôles.
Démotivée, l'équipe Renault est sur une pente descendante : en Italie, Patrick Tambay termine septième, de nouveau en dehors des points. En Belgique, le Français se montre aux avant-postes, en étant sixième en début de course, avant que sa boîte de vitesses ne lui fasse défaut à mi-course. À Brands Hatch, Tambay vit un calvaire lors de cette course, en terminant douzième, à trois tours du vainqueur. En raison de la guerre civile en Afrique du Sud, l'équipe Renault, ainsi que Ligier, décident de boycotter le Grand Prix se déroulant sur ce territoire. De retour pour le dernier Grand Prix de la saison, en Australie, le pilote Renault vit une course compliquée qui s'achève rapidement avec un nouveau problème de transmission.
Patrick Tambay termine le championnat à la douzième place finale, avec onze points, devant son coéquipier Derek Warwick, quatorzième ; Renault, pour sa dernière saison, échoue à la septième place du championnat des Constructeurs, la faute notamment, à de nombreux problèmes de fiabilité. Le pilote français dira de son passage chez Renault et de Derek Warwick : « Nous savions pertinemment que c’était la mort de Renault F1, nous avons vécu les pires soucis, avec des pannes stupides, essence, câbles, etc. mais on s’est très très bien entendu malgré la rudesse de ces deux saisons qui en définitive, côté purement humain ont été sauvées par notre amitié. ».

### Dernière année en Formule 1 chez Haas Lola (1986)
Fin 1985, Renault F1 ferme ses portes et Tambay parvient à trouver refuge en janvier 1986, chez Team Haas Lola, une formation américaine tout juste entrée en Formule 1 (quatre courses la saison précédente), soutenue par Ford et dirigée par Carl Haas, son employeur lors de ses titres en CanAm ; le coéquipier du Français est Alan Jones, champion du monde 1980 et unique pilote de l'équipe l'année précédente. Tambay commence donc sa neuvième saison en Formule 1 avec une écurie n'ayant disputée que quatre courses et sans moyens financiers conséquents. Lors des essais libres du premier Grand Prix de la saison 1986, au Brésil, Tambay percute violemment Michele Alboreto, dont l'une des roues frôle le casque du Français. Remis de cet accident et parti de la treizième position, Patrick Tambay doit abandonner peu avant la mi-course sur un problème mécanique. En Espagne, parti dans les dernières positions, le pilote Haas Lola termine finalement huitième de la course, mais est le dernier pilote classé, les autres ayant abandonné. Durant le Grand Prix de Saint-Marin, Tambay, au contraire de son coéquipier, ne bénéficie pas de la nouvelle Lola THL2, équipée d'un moteur Ford, et se retrouve donc avec la vétuste Lola THL1 à moteur Hart,. Déplorant ce fait, le Français parvient à s'élancer d'une prometteuse onzième place, pour toutefois abandonner prématurément en début de course, sur un problème moteur.

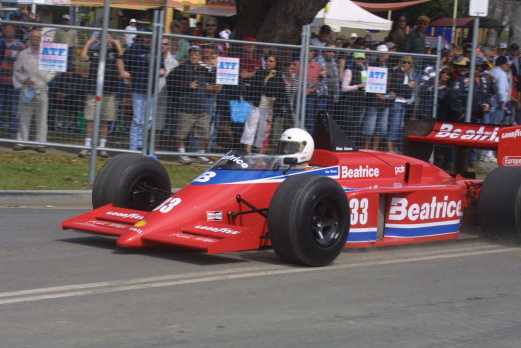
Pour sa dernière année en Formule 1, Patrick Tambay pilote la Lola THL1 puis la THL2 à partir de la quatrième course.

À Monaco, avec la nouvelle monoplace, Tambay réalise une surprenante huitième place ; en course, il voit sa course se terminer dans les derniers tours sur un accident avec Martin Brundle, durant lequel sa Lola percute les barrières de sécurité ; les deux pilotes sont indemnes. En Belgique, Tambay, dixième en qualifications, doit abandonner au premier tour, avec une suspension cassée. Au Canada, lors de l'échauffement, le double vainqueur de Grand Prix est victime d'un grave accident et doit déclarer forfait pour la course, ainsi que pour la suivante, une légère fracture au pied gauche ayant été diagnostiquée avec de multiples contusions aux tibias. Pour son retour à la compétition, à son Grand Prix national, Tambay doit abandonner sur un problème de freins à la fin de la course. En Grande-Bretagne, un problème de boîte de vitesses cause l'abandon du Français. En Allemagne, il voit l'arrivée d'un Grand Prix pour la première fois depuis sept courses, avec une huitième place juste devant son coéquipier.
En Hongrie, pour la première fois de la saison, Tambay réalise le sixième temps en qualifications ; en course, il perd une place et termine à la porte des points, juste derrière Martin Brundle qui récupère le dernier point mis en jeu. Cette forme prometteuse de l'équipe se confirme en Autriche où Jones et Tambay, pourtant partis du milieu de grille, profitent des multiples abandons et effectuent de nombreux dépassements pour terminer respectivement quatrième et cinquième, ce qui correspond aux premiers points de l'équipe. La lancée de bons résultats pour l'expérimenté français est coupée par un accident dès le deuxième tour du Grand Prix d'Italie, après un accrochage avec Riccardo Patrese, alors que son coéquipier inscrit le point de la sixième place. Au Portugal, Tambay vit un calvaire émaillé de problèmes mécaniques mineurs et de sorties de piste qui le font terminer à huit tours du vainqueur. Au Mexique, une huitième place en qualifications lui promet de bons espoirs pour de nouveau revenir dans les points, mais le pilote Haas Lola abandonne sans même voir la fin du premier tour, en sortant de la piste. Pour le dernier Grand Prix de la saison, Tambay réalise une course assez similaire qu'au Portugal, en terminant à sept tours du vainqueur.
Grâce à sa cinquième place en Autriche, Tambay termine quinzième du championnat avec deux points, tandis que l'écurie Haas Lola finit huitième. Faute de budget, l'écurie ferme finalement ses portes, et Patrick Tambay, 37 ans, se retire du monde de la Formule 1.

### Reconversion

#### Activités en sport automobile

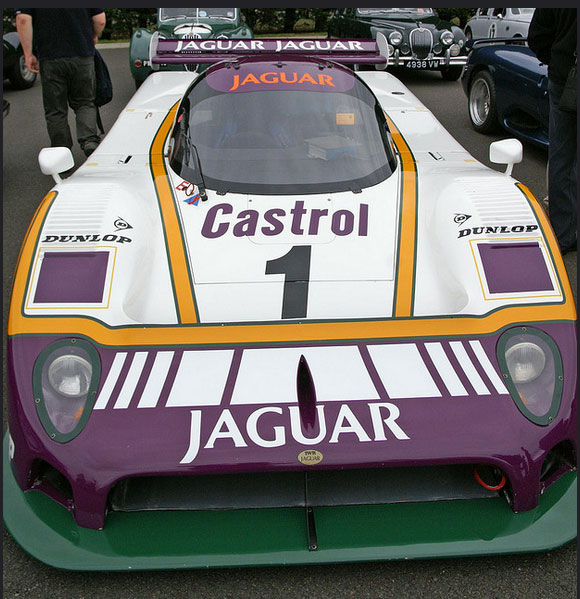
Avec la Jaguar XJR-9, Patrick Tambay participe aux 24 Heures du Mans 1989 et termine quatrième de l'épreuve.

Après sa retraite en Formule 1, Patrick Tambay garde contact avec le sport automobile, en participant au Rallye Dakar, avec pour copilote Dominique Lemoyne, pour la première fois en 1987, et se fait remarquer en remportant une étape,. Considéré comme l'un des favoris pour l'édition 1988 au volant d'un Range Rover, Tambay termine finalement à la troisième place finale, avec deux victoires d'étapes. Passé sur un Mitsubishi Pajero pour l'édition 1989, le Français termine à la même position (troisième) avec une victoire d'étape.
Tambay retrouve un volant à temps plein en 1989 dans le cadre du championnat du monde des sports-prototypes et se classe quatrième des 24 Heures du Mans 1989 sur une Jaguar officielle du TWR,. Il effectue toutes les épreuves de la saison 1989 du championnat avec Jan Lammers, le vice-champion du monde 1987, sur les XJR version 9 et 11. Sur la XJR-9, il abandonne à Suzuka et à Dijon, mais parvient à se classer deuxième à Jarama en juin. Sur la XJR-11, il termine cinquième à Brands Hatch et dixième au Nürburgring, puis il abandonne à Donington et à Spa. À Mexico, il obtient une sixième place au classement général. Pour un total de neuf courses avec le Néerlandais, il se classe huitième du championnat pilotes grâce à l'écurie Silk Cut Jaguar,,.
Tambay explique avoir été tenté par le Dakar et les voitures de sport pour « la passion pour ce sport et tout ce qu'il procure comme sensations et plaisirs quand on le pratique », et a pour seul regret de « ne pas avoir aussi fait d'IndyCar et de NASCAR ».
En 1994, Patrick Tambay devient l'un des actionnaires de l'écurie Larrousse F1, qui dispute sa dernière saison en Formule 1. Après le retrait de l'équipe, l'ancien pilote de Formule 1 retrouve la compétition en 1995 et 1996 et participe à plusieurs courses de Sport-prototypes, mais ne retrouve pas de réel succès, en échouant à se qualifier pour les 24 Heures du Mans 1996.
Après de longues années sans compétition, Patrick Tambay sort de sa retraite sportive en 2005 et 2006 pour participer aux épreuves du championnat Grand Prix Masters, une compétition de monoplaces réservée à d'anciens pilotes de Formule 1, mais termine onzième lors des trois courses du championnat,, qu'il considère comme « un grand moment de retrouvailles, d'échange de souvenirs et de découvertes et redécouvertes de personnages ».

#### Commentateur et consultant pour la télévision et la radio
À partir de 1987, il entame une carrière de consultant dans les médias, en commentant sur Canal+ des Grands Prix du Championnat du monde de Formule 1 1987, 1988 et 1989 avec Thierry Gilardi. Il rejoint ensuite La Cinq pour commenter les Grands Prix du Championnat du monde de Formule 1 1991 jusqu'aux trois premiers Grands Prix du championnat du monde de Formule 1 1992 en compagnie de Jean-Louis Moncet et Éric Bayle avant que La Cinq cesse d'émettre en avril 1992. De 1997 à 2002, il commente les courses sur la chaîne à péage Kiosque, du groupe Canal Satellite avec Jean-Luc Roy. Vers la même période, il fonde, parmi d'autres personnalités, la chaîne Motors TV, consacrée au sport mécanique.
En 2002, il rejoint RMC où il commente les Grands Prix de Formule 1 avec Alexandre Delpérier puis Jean-Luc Roy à partir de 2008,. En parallèle, il donne régulièrement son avis en tant que spécialiste de la Formule 1, sur différentes informations, notamment pour le compte de RMC. En 2017, il est rejoint chez RMC par son fils Adrien Tambay.

#### Carrière politique
En 1995, Patrick Tambay se lance dans la vie politique en devenant adjoint au maire du Cannet, Michèle Tabarot. Au cours des années, Alain Fabiani (ancien pro de volley) et Christian Lopez (ancien pro de foot) y travailleront au service des sports. En 2015, il est toujours adjoint au maire, délégué aux sports.
Il est élu à deux reprises au premier tour en 2002 et en 2008 conseiller général des Alpes-Maritimes dans le canton du Cannet,. En 2015, il est élu conseiller départemental au second tour avec 65,89 % des suffrages exprimés. Il est membre du groupe Les Républicains.

### Vie privée

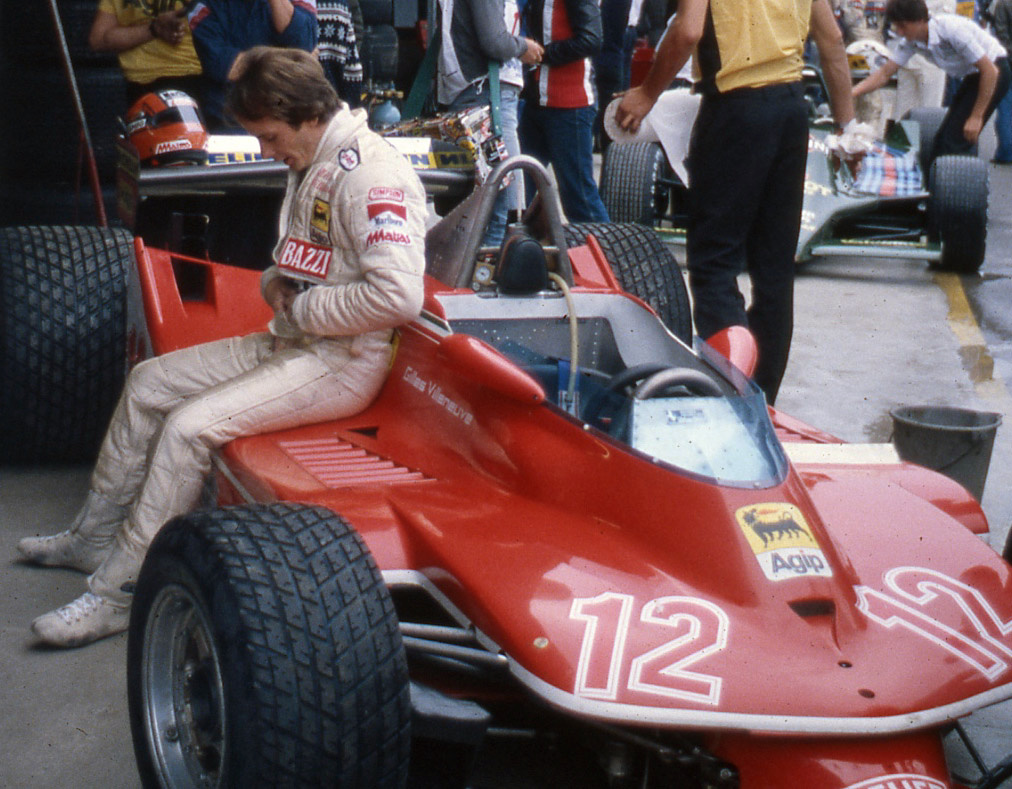
Très proche de Gilles Villeneuve (photographié ici en 1979 sur le circuit d’Imola), Patrick Tambay considère le Canadien comme son seul véritable ami dans le monde de la Formule 1.

En 1972, Patrick Tambay épouse Dana, une Américaine avec qui il a, cette même année, une fille prénommée Esti. Le pilote automobile Adrien Tambay, né en 1991, est un autre des enfants du pilote,. 
Patrick Tambay vivait en 1996 entre Cannes et Gstaad en Suisse.
Patrick Tambay était très proche du pilote de Formule 1 et vice-champion du monde 1979 Gilles Villeneuve ; selon ses termes, Villeneuve était le seul ami intime que le Français a eu dans le monde des courses. Après la mort sur circuit du pilote canadien, Patrick Tambay accueille sa famille à son domicile en Suisse durant une certaine période et il sert de mentor à Jacques, le fils de Gilles qui deviendra champion du monde de F1 1997, lequel est aussi son filleul et avec qui il a continué à entretenir de bonnes relations.
Si Patrick Tambay a finalement suivi une carrière dans le sport mécanique, le sportif français était durant sa jeunesse sur le chemin d'une carrière professionnelle en ski alpin. Si ces deux sports sont assez différents, Tambay explique que la pratique du ski à haut niveau l'a fortement aidé pour le sport automobile, car les deux utilisent les mêmes aptitudes psychomotrices. Le double vainqueur de Grand Prix évoque notamment les conditions climatiques inhabituelles, la concentration qui atteint son sommet durant un tour de qualification et la nécessité de maîtriser l'équilibre de la voiture ou celui des skis.

« Le ski m'a aidé à développer un bon nombre des aptitudes physiques et mentales que requiert la Formule 1. »

— Patrick Tambay répondant en octobre 1983 à une revue spécialisée de ski.
Dans le domaine du ski nautique que Tambay a aussi pratiqué à un bon niveau, en marge du Grand Prix d'Autriche 1985, Ayrton Senna défie le pilote français sur le lac de Klagenfurt am Wörthersee, pensant le battre comme sur circuit, car le Brésilien s’entraînait beaucoup chez lui ; mais Tambay parvient aisément  à le dominer et à l'impressionner ; trente ans plus tard, Tambay déclare que Senna « avait trouvé son maître en ski nautique ! Mais sur circuit, c’était lui le patron ! »
En 2010, un diagnostic révèle que Patrick Tambay est atteint de la maladie de Parkinson. Il se fait opérer en 2014 au CHU de Grenoble.
En 2017, il publie un ouvrage de trois cents pages avec l'aide de Massimo Burbi et Paul-Henri Cahier intitulé 27: Patrick Tambay, The Ferrari years, évoquant ses années passées chez Ferrari. Ce livre, rédigé avant l’intervention chirurgicale assez risquée concernant sa maladie de Parkinson, est selon lui publié pour répondre à un « devoir de partage ».

### Mort
Le 4 décembre 2022, Patrick Tambay meurt à Nice (Alpes-Maritimes) à l’âge de 73 ans, des suites de la maladie de Parkinson. Il est incinéré.

## Palmarès
- Champion de France junior de descente (ski alpin) en 1968.
- Vice-champion de France junior de slalom (ski alpin) en 1968.
- Champion de Méditerranée de ski nautique.
- Lauréat du Volant Elf en 1972.
- Vice-champion du Challenge européen de Formule Renault en 1973
- Vice-champion en championnat d'Europe de Formule 2 en 1975
- Champion en CanAm en 1977 et 1980
- Champion des constructeurs en Formule 1 avec la Scuderia Ferrari en 1982 et 1983

## Résultats en compétition automobile

### Résultats en challenge CanAm
| Saison | Écurie              | Châssis     | Moteur    | Courses disputées | Victoires | Pole positions | Meilleurs tours | Points inscrits | Classement |
| ------ | ------------------- | ----------- | --------- | ----------------- | --------- | -------------- | --------------- | --------------- | ---------- |
| 1977   | Carl Haas A. Racing | Lola T333CS | Chevrolet | 7                 | 6         | 6              | 4               | 159             | Champion   |
| 1980   | Carl Haas A. Racing | Lola T530   | Chevrolet | 9                 | 6         | 3              | 3               | 61              | Champion   |
| 1982   | Racing Team VDS     | VDS 001     | Chevrolet | 1                 | 0         | 1              | 0               | 0               | non classé |

### Résultats aux 24 Heures du Mans
| Édition | Écurie                                | Voiture             | Moteur                    | Pneus | Équipiers                         | Tours disputés | Classement |
| ------- | ------------------------------------- | ------------------- | ------------------------- | ----- | --------------------------------- | -------------- | ---------- |
| 1976    | Renault Sport                         | Renault Alpine A442 | Renault 2.0L Turbo V6     | M     | Jean-Pierre Jabouille José Dolhem | -              | Abandon    |
| 1977    | Renault Sport                         | Renault Alpine A442 | Renault 2.0L Turbo V6     | M     | Jean-Pierre Jaussaud              | 158            | Abandon    |
| 1981    | Jean Rondeau Oceanic                  | Rondeau M379        | Ford Cosworth DFL 3.3L V8 | G     | Henri Pescarolo                   | 41             | Abandon    |
| 1989    | Silk Cut Jaguar Tom Walkinshaw Racing | Jaguar XJR-9LM      | Jaguar 7.0L V12           | D     | Jan Lammers Andrew Gilbert-Scott  | 380            | 4e         |

### Résultats en championnat du monde des voitures de sport
| Saison | Écurie          | Châssis                    | Moteur                                   | Courses disputées | Victoires | Podiums | Pole positions | Points inscrits | Classement |
| ------ | --------------- | -------------------------- | ---------------------------------------- | ----------------- | --------- | ------- | -------------- | --------------- | ---------- |
| 1989   | Silk Cut Jaguar | Jaguar XJR-9 Jaguar XJR-11 | Jaguar 7.0L V12 Jaguar JV6 3.5L Turbo V6 | 7                 | 0         | 1       | 1              | 30              | 8e         |

### Résultats en championnat du monde de Formule 1
| Saison | Écurie                                       | Châssis             | Moteur                              | Pneus    | GP disputés | Victoires | Pole positions | Meilleurs tours | Points inscrits | Classement |
| ------ | -------------------------------------------- | ------------------- | ----------------------------------- | -------- | ----------- | --------- | -------------- | --------------- | --------------- | ---------- |
| 1977   | Team Surtees Theodore Racing Hong Kong       | TS19 Ensign N177    | Ford V8                             | Goodyear | 7           | 0         | 0              | 0               | 5               | 17e        |
| 1978   | Marlboro Team McLaren Löwenbräu Team McLaren | M26                 | Ford V8                             | Goodyear | 15          | 0         | 0              | 0               | 8               | 13e        |
| 1979   | Marlboro Team McLaren Löwenbräu Team McLaren | M26 M28 M29         | Ford V8                             | Goodyear | 13          | 0         | 0              | 0               | 0               | n.c.       |
| 1981   | Theodore Racing Team Équipe Talbot Gitanes   | TY01 JS17           | Ford V8 Matra V12                   | Michelin | 14          | 0         | 0              | 0               | 1               | 18e        |
| 1982   | Scuderia Ferrari SpA SEFAC                   | 126 C2              | Ferrari V6 turbo                    | Goodyear | 6           | 1         | 0              | 0               | 25              | 7e         |
| 1983   | Scuderia Ferrari SpA SEFAC                   | 126 C2B 126 C3      | Ferrari V6 turbo                    | Goodyear | 15          | 1         | 4              | 1               | 40              | 4e         |
| 1984   | Équipe Renault Elf                           | RE50                | Renault V6 turbo                    | Michelin | 15          | 0         | 1              | 1               | 11              | 11e        |
| 1985   | Équipe Renault Elf                           | RE60 RE60B          | Renault V6 turbo                    | Goodyear | 15          | 0         | 0              | 0               | 11              | 12e        |
| 1986   | Team Haas USA Ltd                            | Lola THL1 Lola THL2 | Hart 4 en ligne turbo Ford V6 turbo | Goodyear | 14          | 0         | 0              | 0               | 2               | 15e        |
|        | Total                                        |                     |                                     |          | 114         | 2         | 5              | 2               | 103             |            |

| 1977 | Team Surtees                                 | Surtees TS19    | Cosworth V8       | G | ARG     | BRÉ     | AFS     | USA     | ESP     | MON     | BEL     | SUÈ     | FRA NQ  |         |         |         |         |         |         |         |         | 18e | 5  |
| 1977 | Theodore Racing Hong Kong                    | Ensign N177     | Cosworth V8       | G |         |         |         |         |         |         |         |         |         | GBR Ab. | ALL 6   | AUT Ab. | P-B 5   | ITA Ab. | USA NQ  | CAN 5   | JAP Ab. | 18e | 5  |
| 1978 | Marlboro Team McLaren Löwenbräu Team McLaren | McLaren M26     | Cosworth V8       | G | ARG 6   | BRÉ Ab. | AFS Ab. | USA 12  | MON 7   | BEL     | ESP Ab. | SUÈ 4   | FRA 9   | GBR 6   | ALL Ab. | AUT Ab. | P-B 9   | ITA 5   | USA 6   | CAN 8   |         | 14e | 8  |
| 1979 | Marlboro Team McLaren Löwenbräu Team McLaren | McLaren M28     | Cosworth V8       | G | ARG Ab. |         | AFS 10  | USA Ab. | ESP 13  |         | MON NQ  | FRA 10  | GBR 7   |         |         |         |         |         |         |         |         | NC  | 0  |
| 1979 | Marlboro Team McLaren Löwenbräu Team McLaren | McLaren M26     | Cosworth V8       | G |         | BRÉ Ab. |         |         |         | BEL NQ  |         |         |         |         |         |         |         |         |         |         |         | NC  | 0  |
| 1979 | Marlboro Team McLaren Löwenbräu Team McLaren | McLaren M29     | Cosworth V8       | G |         |         |         |         |         |         |         |         |         | ALL Ab. | AUT 10  | P-B Ab. | ITA Ab. | CAN Ab. | USA Ab. |         |         | NC  | 0  |
| 1981 | Theodore Racing Team                         | Theodore TY01   | Cosworth V8       | M | USA 6   | BRÉ 10  | ARG Ab. | SMR 11  | BEL NQ  | MON 7   | ESP 13  |         |         |         |         |         |         |         |         |         |         | 19e | 1  |
| 1981 | Équipe Talbot Gitanes                        | Ligier JS17     | Matra V12         | M |         |         |         |         |         |         |         | FRA Ab. | GBR Ab. | ALL Ab. | AUT Ab. | P-B Ab. | ITA Ab. | CAN Ab. | CPL Ab. |         |         | 19e | 1  |
| 1982 | Scuderia Ferrari SpA SEFAC                   | Ferrari 126 C2  | Ferrari V6 Turbo  | G | AFS     | BRÉ     | USA     | SMR     | BEL     | MON     | USA     | CAN     | P-B 8   | GBR 3   | FRA 4   | ALL 1   | AUT 4   | SUI Np. | ITA 2   | CPL Np. |         | 7e  | 25 |
| 1983 | Scuderia Ferrari SpA SEFAC                   | Ferrari 126 C2B | Ferrari V6 Turbo  | G | BRÉ 5   | USA Ab. | FRA 4   | SMR 1   | FRA 4   | BEL 2   | USA Ab. | CAN 3   |         |         |         |         |         |         |         |         |         | 4e  | 40 |
| 1983 | Scuderia Ferrari SpA SEFAC                   | Ferrari 126 C3  | Ferrari V6 Turbo  | G |         |         |         |         |         |         |         |         | GBR 3   | ALL Ab. | AUT Ab. | P-B 2   | ITA 4   | EUR Ab. | AFS Ab. |         |         | 4e  | 40 |
| 1984 | Équipe Renault Elf                           | Renault RE50    | Renault V6 Turbo  | M | BRÉ 5   | AFS Ab. | BEL 7   | SMR Ab. | FRA 2   | MON Ab. | CAN Np. | DÉT Ab. | DAL Ab. | GBR 8   | ALL 5   | AUT Ab. | P-B 6   | AUT Ab. | AUT Ab. | GBR 7   |         | 11e | 11 |
| 1985 | Équipe Renault Elf                           | Renault RE60    | Renault V6 Turbo  | G | BRÉ 5   | POR 3   | SMR 3   | MON Ab. | CAN 7   | DÉT Ab. |         |         |         |         |         |         |         |         |         |         |         | 12e | 11 |
| 1985 | Équipe Renault Elf                           | Renault RE60B   | Renault V6 Turbo  | G |         |         |         |         |         |         | FRA 6   | GBR Ab. | ALL Ab. | AUT 10  | P-B Ab. | ITA 7   | BEL Ab. | EUR 12  | AFS     | AUS Ab. |         | 12e | 11 |
| 1986 | Team Haas USA Ltd                            | Lola THL1       | Hart L4 Turbo     | G | BRÉ Ab. | ESP 8   | SMR Ab. |         |         |         |         |         |         |         |         |         |         |         |         |         |         | 15e | 2  |
| 1986 | Team Haas USA Ltd                            | Lola THL2       | Cosworth V6 Turbo | G |         |         |         | MON Ab. | BEL Ab. | CAN Np. | DÉT     | FRA Ab. | GBR Ab. | ALL 8   | HON 7   | AUT 5   | ITA Ab. | POR NC  | MEX Ab. | AUS NC  |         | 15e | 2  |
| Légende : - Victoire - Deuxième place - Troisième place - Arrivée dans les points - Arrivée hors des points - Abandon - Non partant - Non qualifié Gras : Pole position Italique : Meilleur tour |                                              |                 |                   |   |         |         |         |         |         |         |         |         |         |         |         |         |         |         |         |         |         |     |    |

#### Victoires en championnat du monde de Formule 1
| no | Année | Manche | Grand Prix  | Circuit        | Grille | Écurie           | Voiture         | Résumé |
| -- | ----- | ------ | ----------- | -------------- | ------ | ---------------- | --------------- | ------ |
| 1  | 1982  | 12/16  | Allemagne   | Hockenheimring | 5e     | Scuderia Ferrari | Ferrari 126 C2  | Résumé |
| 2  | 1983  | 04/15  | Saint-Marin | Imola          | 3e     | Scuderia Ferrari | Ferrari 126 C2B | Résumé |